# Clematis patens
 (août 2013).
Espèce
Classification APG III (2009)
Clematis patens est une espèce de plantes grimpantes ligneuses de la famille des Ranunculaceae. Décrite au Japon en 1836, elle a été introduite en Europe par le célèbre médecin naturaliste allemand Philipp Franz von Siebold, dans la seconde partie du XIXe siècle, ce qui a entraîné un boom des variétés horticoles de clématites à travers le monde.

## Caractéristiques
Clematis patens est une espèce caractérisée par ses grandes fleurs de différentes couleurs, très utilisée pour la culture ornementale.

### Feuilles
Les feuilles de Clematis patens sont ternées ou pennées, parfois simples, composées de folioles ovales ou lancéolées, plus ou moins pubescentes, à la base arrondie à cunéiforme, à l'apex aigu ou acuminé, au pétiole glabre.

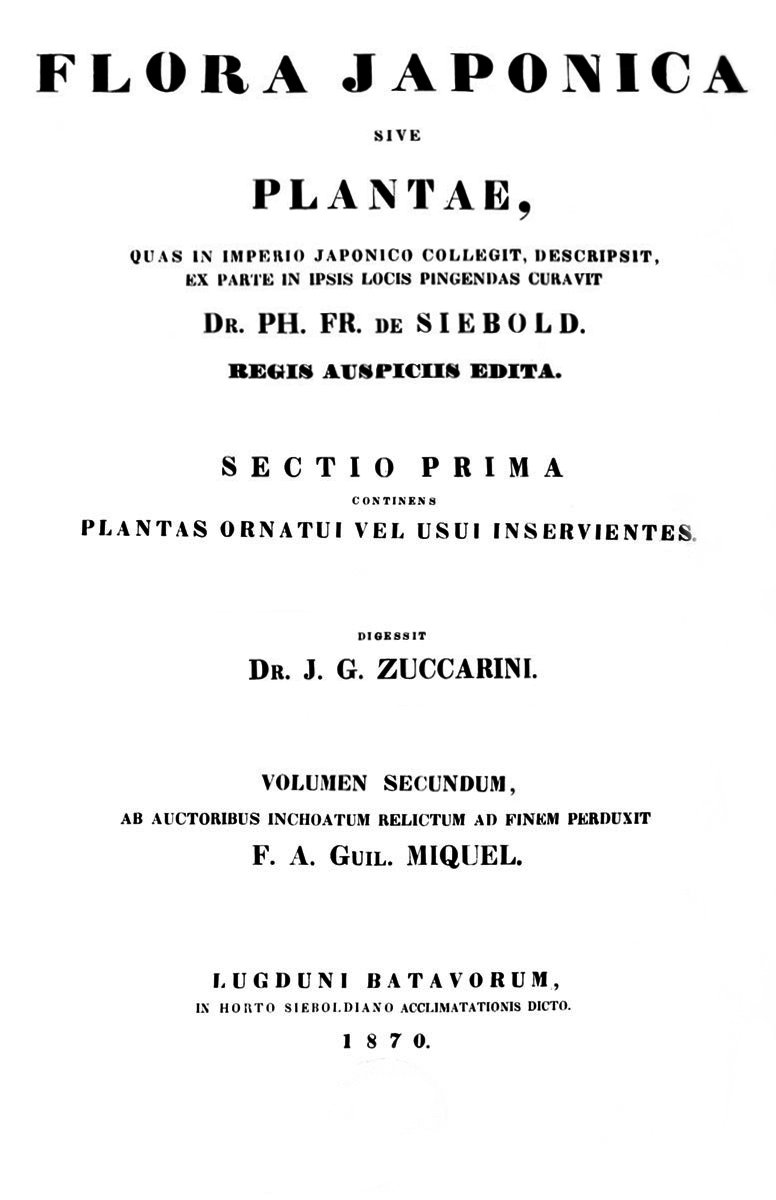
Ouvrage sur la flore japonaise de Philipp Franz von Siebold.

### Fleurs
Les clématites patens font partie des groupes 2 et 3 principalement[précision nécessaire], leur floraison est la plupart du temps printanière, d'avril à juin et remontante pour certaines de septembre à octobre.
Les fleurs sont grandes, solitaires et terminales de 8 à 30 cm de diamètre. Elles sont bleues, pourpres, rouges, roses, blanches ou bicolores, avec des étamines jaune pâle, blanches ou rouges.

#### Fleurs du groupe 2
Cultivars précoces à grandes fleurs : ces clématites fleurissent entre mai et juillet, sur les pousses latérales des tiges de l'année précédente, puis en août-septembre, à l'extrémité des pousses de l'année. Les feuilles, caduques, vert pâle à vert moyen, sont composées de 3 folioles ovales à lancéolées de 10 à 15 cm de long ou simples et ovales mesurant de 7 à 10 cm de long. Les fleurs sont dressées, simples, semi-doubles ou doubles, le plus souvent en coupe large, de 10 à 20 cm de diamètre. Ces plantes sont assez rustiques, les hivers rigoureux peuvent compromettre leur précocité.

#### Fleurs du groupe 3
Ce groupe est divisé en 3 catégories :
- Cultivars tardifs à grandes fleurs : ces clématites fleurissent de juillet à septembre sur les pousses de l'année. Les feuilles, caduques, vert pâle à foncé, sont composées de 3 folioles ovales à lancéolées de 10 à 15 cm de long ou sont simples et ovales mesurant de 7 à 10 cm de long. Les fleurs, simples, ouvertes vers l'extérieur, forment une coupe large de 7 à 15 cm de diamètre. Bonne rusticité.
- Espèces et cultivars tardifs à petites fleurs : ces clématites fleurissent de juin à octobre sur les pousses de l'année. Les feuilles, de 2 à 15 cm de long, caduques, vert pâle à foncé ou gris-vert, sont pennées ou bipennées, avec des folioles lancéolées, ou simples et lancéolées. Les fleurs, de 1 à 10 cm de diamètre, sont simples ou doubles en coupe large, en étoile, campanulées, en forme de tulipe ou tubulées. Très bonne rusticité.
- Espèces et cultivars herbacées : ces clématites fleurissent de juillet à octobre sur les pousses de l'année. On les plante dans les massifs de vivaces. Les feuilles, de 3 à 15 cm de long, vert moyen à foncé ou vert-grisâtre, sont entières et lancéolées, ovales ou cordiformes, parfois avec le bord denté. Certaines sont composées de 3 à 5 folioles lancéolées et ovales de 3 à 8 cm de long. Les fleurs sont simples, étalées, mesurant de 1 à 2 cm de diamètre, ou encore campanulacées ou tubulées, de 1 à 14 cm de long.

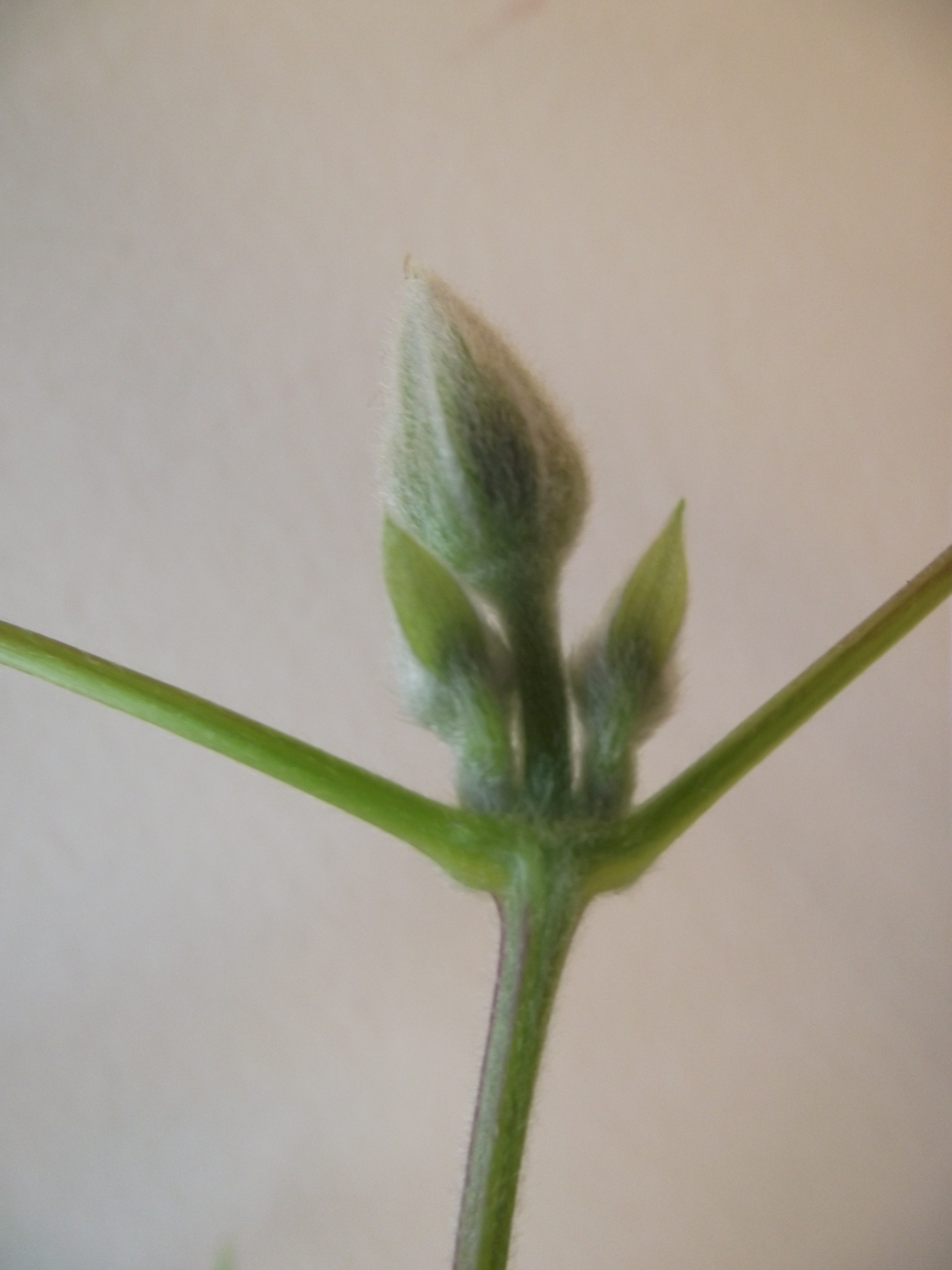
Bouton floral de Clematis patens
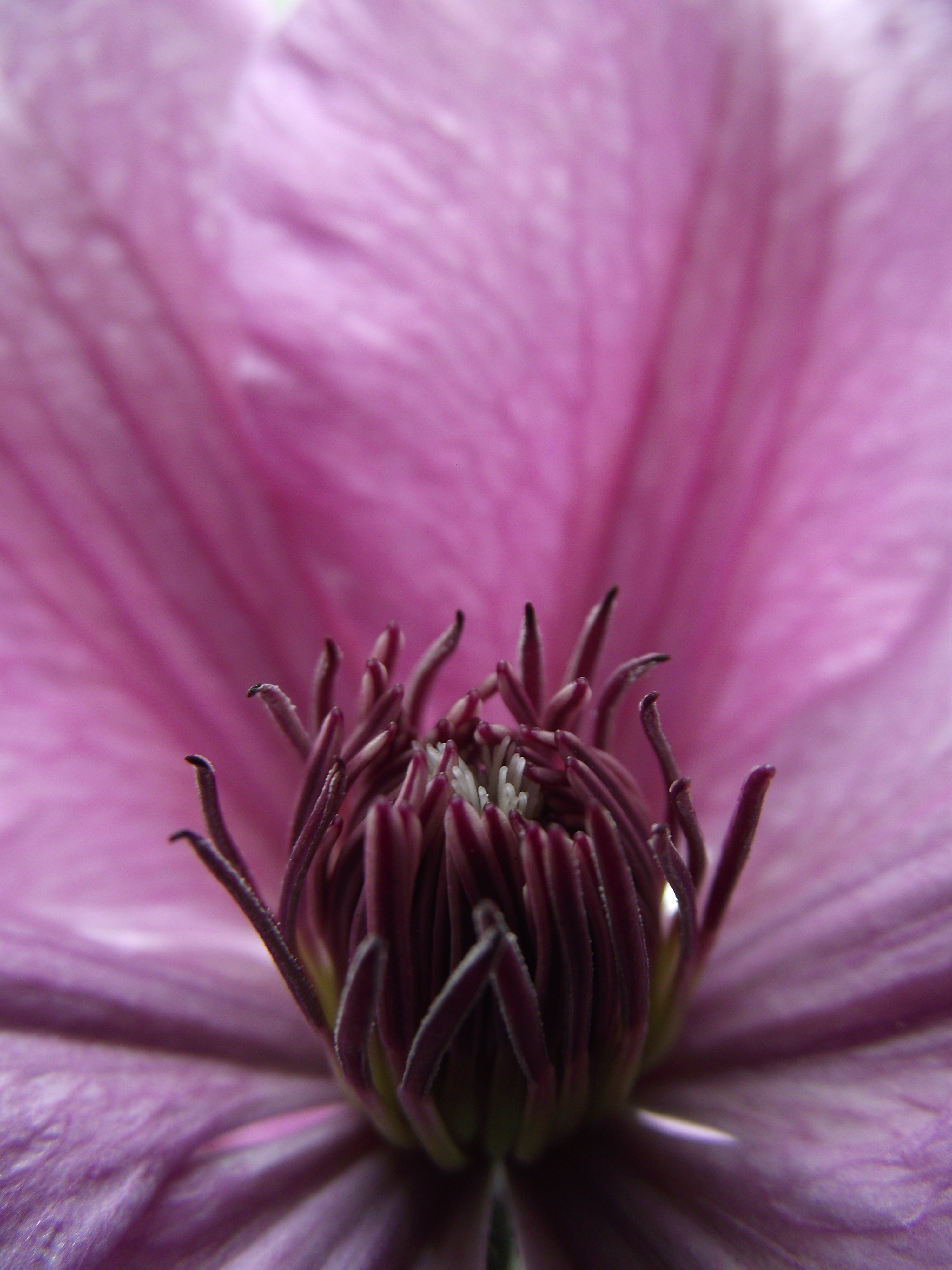
Étamines de Clematis patens Summerdream ‘Zosumdre’
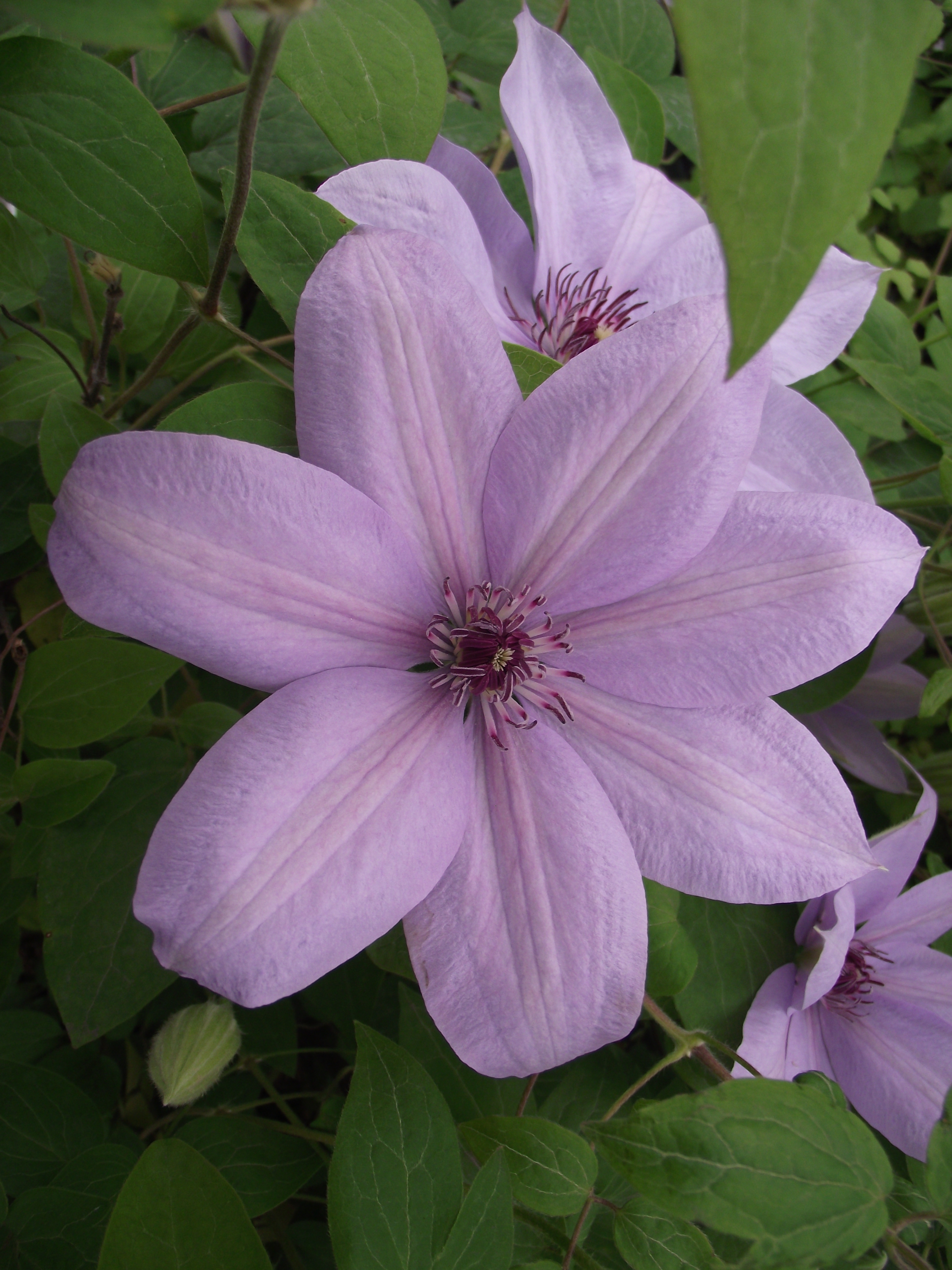
Clematis patens 'Bernardine' Evipo061

## Caractéristiques culturales

### Culture

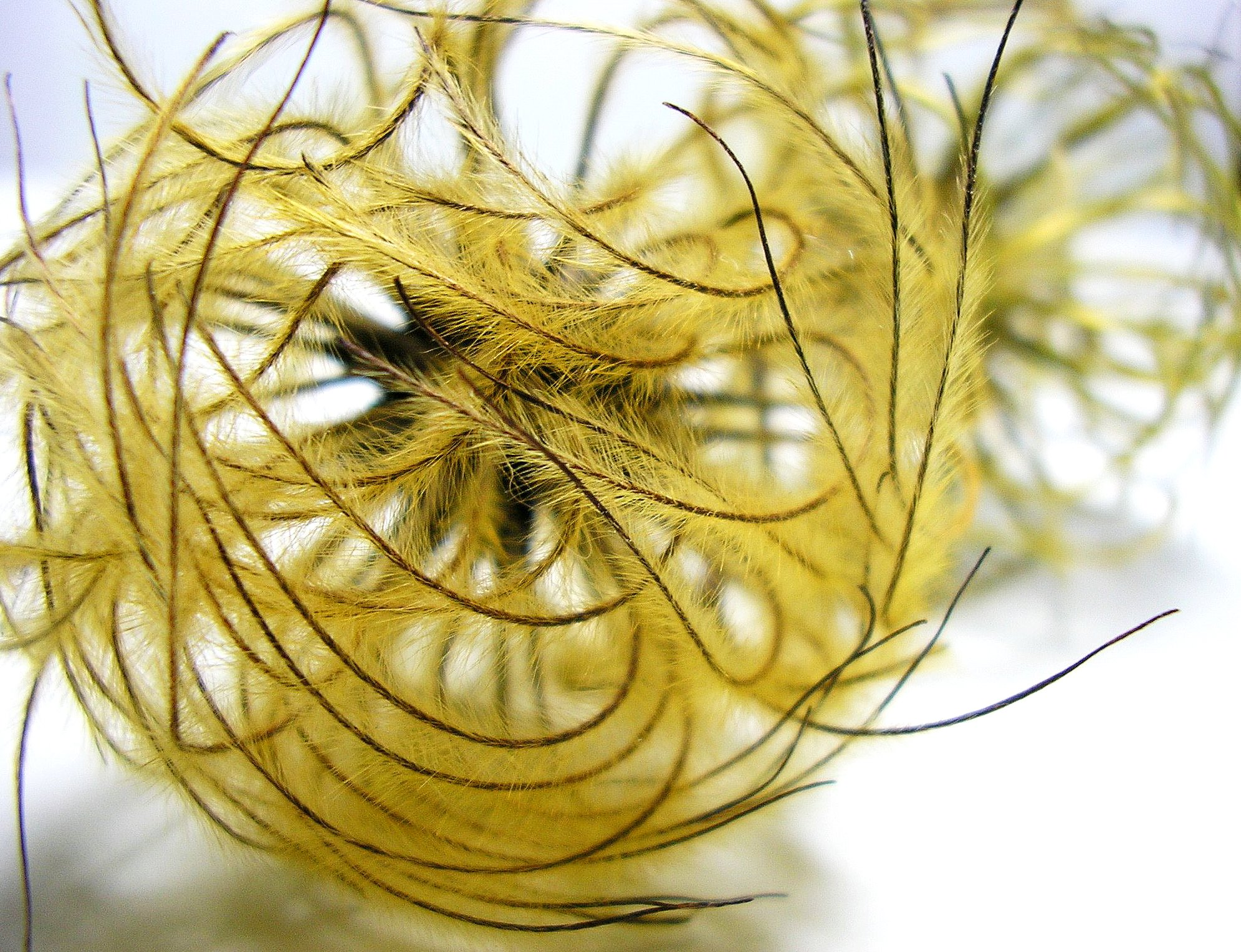
Fruits de clématite.

Planter la clématite de préférence au soleil, dans un sol fertile, humifère, bien drainé, en ombrageant les racines et la base de la tige (avec une tuile plate par exemple). Les espèces herbacées préfèrent le plein soleil. Paillez toutes les clématites en février avec du compost de jardin ou du fumier bien décomposé, en évitant le contact direct avec les tiges. Recouvrez le pied des clématites grimpantes avec une petite butte de terre, ceci afin de réduire les risques de flétrissement, tout en favorisant l'émission de pousses vigoureuses depuis la souche. Après la plantation, rabattez les tiges des clématites grimpantes caduques, à environ 30 cm de base au-dessus d'une belle paire de bourgeons. Palissez les tiges, sans les serrer, jusqu'à ce que la plante s'agrippe d'elle-même. Soutenez les espèces et les cultivars herbacés en piquant des branches ramifiées dans le sol.
- Pour les clématites du « groupe 2 », supprimez les tiges mortes ou faibles en mars avant la reprise de la croissance et rabattez toutes les autres au-dessus de 2 beaux bourgeons. Ces derniers produisent des tiges secondaires qui porteront des pousses latérales fleurissant en mai. Supprimez les fleurs fanées. Les jeunes vont fleurir en fin de saison.
- Pour le « groupe 3 », rabattez toutes les tiges de l'année précédente au-dessus d'une belle paire de bourgeons, entre 15 et 20 cm du sol, en mars, avant l'entrée en végétation[1].

### Reproduction
Les fruits de la clématite sont des akènes à carpelles à arête plumeuse.
Les semis se font en godet ou en châssis froid en automne.
La division ou séparation de rejets des espèces herbacées se pratique en avril et les boutures herbacées en mai-juin, ou semi-ligneuses en juillet alors que les marcottes sont à faire en février ou en mars.

### Ennemis et maladies
La clématite patens est sensible à l'excès d'eau ce qui pourrait provoquer une pourriture du collet de la plante et ainsi la mort de la clématite. Elle peut également souffrir d'apoplexie due à un champignon appelé Ascochyta clematidina, provoquant un flétrissement brutal des feuilles. Pour combattre ce champignon la terre doit être remplacée sur 20 cm et l'excès d'eau doit être proscrit.
Les limaces peuvent également s'attaquer à cette clématite et notamment aux jeunes pousses du printemps.

### Rusticité
Très bonne en général (presque tout le temps).

## Hybridation
Depuis de nombreuses années la clématite patens, comme toutes les espèces de clématites sont soumises à l'hybridation afin d'obtenir de nouvelles couleurs, formes, caractéristiques ou améliorations de cultivars existants.
En ce qui concerne les clématites, les croisements interspécifiques sont la plupart effectués par l'homme mais certains cultivars ont été obtenus par hybridation naturelle.
L'hybridation s'obtient en retirant manuellement les anthères des fleurs du parent femelle désigné afin d'éviter une auto-fécondation parfois possible. Une fois les anthères "castrées", on dépose du pollen mûr (prélevé sur le parent mâle choisi) sur le pistil de la fleur du parent femelle. La graine hybride qui en résulte porte l'information génétique des caractères des deux parents.
Les plus célèbres obtenteurs de Clematis patens viennent d'Angleterre, du Japon, de Lettonie, de Lituanie, de Russie, de France et de nombreux pays la plupart occidentaux :

### Obtenteurs duXIXesiècle
- Auguste Boisselot, obtenteur français dont les plus célèbres clématites sont certainement la clématite 'Marie Boisselot' et la clématite 'Madame Lecoultre'.
- En Angleterre, Charles Noble fait partie des plus importants obtenteurs du XIXe siècle avec la clématite 'Miss Bateman', la clématite 'Mrs Cholmondeley, la clématite 'The president et de nombreux autres cultivars encore présents dans les catalogues de pépiniéristes.
- François Morel, en France, avec les clématites 'Comtesse de Bouchaud' et 'Ville de Lyon'.
- George Jackman, en Angleterre, avec notamment la clématite 'Belle of Working'.
- Thomas Cripps, en Angleterre, avec la clématite 'Star of India'.
- En France, Victor Lemoine, obtenteur de la clématite 'Reine Blanche' et de nombreux autres cultivars[2].

### Obtenteurs duXXesiècle
- Le plus célèbre obtenteur de cette période est probablement l'Anglais Walter Pennell, obtenteur des cultivars 'Vyvyan Pennell', 'H F Young' et 'Ken Dosson'.
- En Estonie, Uno Kivistik a notamment obtenu le cultivar clématite 'Piilu'.
- Stefan Franczak, est un obtenteur en Pologne avec les cultivars : 'Warsaw Nike' et 'Syrena'.
- Au Japon, Seejuuroo Arai a obtenu la fameuse clématite 'Fuji Musume'.
- Mikhaïl Ivanovitch Orlov et Margarita Alexeïevna Beskaravaïnaïa sont deux obtenteurs en URSS (Ukraine).
- Magnus Johnson en Suède, avec la clématite 'Ivan Olson.
- Ken Pyne, en Angleterre.
- Kazushige Ozawa, est un Japonais obtenteur du cultivar 'Asao'
- Barry Fretwell est un obtenteur anglais[2].

### Obtenteurs duXXIesiècle
- Raymond Evison reste l'obtenteur le plus actif des dernières années, avec plusieurs nouveautés par an.
- Wim Snoeijer, obtenteur venu des Pays-Bas, hybride depuis plusieurs années de nombreux cultivars présent sur les marchés mondiaux.
- Szczepan Marczynski, venant de Pologne, hybride depuis quelques années de nombreux cultivars promis à un avenir intéressant, comme 'Beautiful Bride'[2].

## Liste des variétés
Selon NCBI (27 oct. 2012) :
- Clematis patens var. tientaiensis

## Liste des cultivars
Il existe des milliers de cultivars obtenus par hybridation depuis la découverte de Clematis patens et sa diffusion dans le monde,. La majorité de ceux-ci proviennent du Royaume-Uni et du Japon, mais aussi d'autres pays comme la France, la Lituanie, la Pologne, la Suède, l'Estonie, l'Allemagne et les Pays-Bas.
| Cultivar                                             | Origine                                      | Année                            | Obtenteur                           | Couleur majoritaire |
| ---------------------------------------------------- | -------------------------------------------- | -------------------------------- | ----------------------------------- | ------------------- |
| Clematis patens 'Actor splendour'                    | Royaume-Uni                                  | 1992                             | Cadge                               | Violet              |
| Clematis patens 'Ada'                                | Royaume-Uni                                  | 1875                             | George Jackman                      | Bleu                |
| Clematis patens 'Ada sari'                           | Pologne                                      | 1994                             | Stefan Franczak                     | Blanc               |
| Clematis patens 'Adelina Patti'                      | Royaume-Uni                                  | 1867                             | Thomas Cripps                       | Blanc               |
| Clematis patens 'Adrian James'                       | Australie                                    | 1998                             | David Scholes                       | Bleu                |
| Clematis patens 'Adriano Chelentano'                 | Russie                                       | 1983                             | V. Reinwald                         | Violet              |
| Clematis patens 'Agnieszka'                          | Pologne                                      | 1996                             | Stefan Franczak                     | Rose                |
| Clematis patens 'Aida'                               | Allemagne                                    | 2003                             | Willem Straver                      | Blanc               |
| Clematis patens 'Ai-nor'                             | Ukraine                                      | 1968                             | Margarita Alekseevna Beskaravainaja | Rose                |
| Clematis patens 'Aisujoo'                            | Japon                                        | 1985                             | Goroo Joosha                        | Blanc               |
| Clematis patens 'Aizomegawa'                         | Japon                                        | 1954                             | Yoshio Kubota                       | Bleu                |
| Clematis patens 'Ajisai'                             | Japon                                        | 1986                             | Chieko Kurasawa                     | Violet              |
| Clematis patens 'Akagi'                              | Japon                                        | 1985                             | Sootaroo Nara                       | Violet              |
| Clematis patens 'Akaishi'                            | Japon                                        | 1996                             | Sakata no Co Tane                   | Violet              |
| Clematis patens 'Akane'                              | Japon                                        | 1997                             | Fumi Murayama                       | Rose                |
| Clematis patens 'Akanegumo'                          | Japon                                        | 1992                             | Hiroshi Takeuchi                    | Rose                |
| Clematis patens 'Akatsuki'                           | Japon                                        | 1967                             | Rinnosuke Toriumi                   | Rouge               |
| Clematis patens 'Akebono'                            | Japon                                        | 1992                             |                                     | Rose                |
| Clematis patens 'Akemi'                              | Japon                                        | 1985                             | Goro Siromono                       | Blanc               |
| Clematis patens 'Aki'                                | URSS Estonie                                 | 1988                             | Eino Kala                           | Violet              |
| Clematis patens 'Akiko'                              | Japon                                        | 1990                             | Toyohee Saegusa                     | Bleu                |
| Clematis patens 'Akina'                              | Japon                                        | 1997                             | Eesuke Okuboo                       | Bleu                |
| Clematis patens 'Aksel'                              | Estonie                                      | 1989                             | Uno Kivistik                        | Violet              |
| Clematis patens 'Alba multiflora'                    | Royaume-Uni                                  | 1869                             | Masden                              | Blanc               |
| Clematis patens 'Albatros'                           | Royaume-Uni                                  | 1988                             | Ken Pyne                            | Blanc               |
| Clematis patens 'Albertine'                          | France                                       | 1870                             | D. Dauvesse                         | Blanc               |
| Clematis patens 'Albert Victor'                      | Royaume-Uni                                  | 1869                             | Charles Noble                       | Bleu                |
| Clematis patens 'Albino sprite'                      | Japon                                        | 2005                             | Yoshiaki Aihara                     | Blanc               |
| Clematis patens 'Aleksandrit'                        | République socialiste soviétique d'Ukraine   | 1967                             | Margarita A. Beskaravainaja         | Rouge               |
| Clematis patens 'Alexandra'                          | Royaume-Uni                                  | 1868                             | George Jackman                      | Violet              |
| Clematis patens 'Alexandrite'                        | Japon                                        | 2008                             | Kozo Sugimoto                       | Bleu                |
| Clematis patens 'Alfre Grondard'                     | France                                       | 1898                             | Christen                            | Violet              |
| Clematis patens 'Ali'                                | Nouvelle-Zélande                             | 2002                             | Sorensen                            | Rouge               |
| Clematis patens 'Alice'                              | France                                       | 1875                             | Pépinières Simon-Louis              | Bleu                |
| Clematis patens 'Alice Fisk'                         | Royaume-Uni                                  | 1964                             | Jim Fisk                            | Bleu                |
| Clematis patens 'Alicja'                             | Pologne                                      |                                  | Stefan Franczak                     | Blanc               |
| Clematis patens 'Aliide'                             | République socialiste soviétique d'Estonie   | 1985                             | Uno Kivistik                        | Blanc               |
| Clematis patens 'Aliosha'                            | République socialiste soviétique d'Ukraine   | 1976                             | Margarita Beskaravaïnaïa            | Violet              |
| Clematis patens 'Alla'                               | Lituanie                                     |                                  | Norgella                            |                     |
| Clematis patens 'Allanah'                            | Nouvelle-Zélande                             | 1968                             | Edwards                             | Rouge               |
| Clematis patens 'Allegro'                            | Japon                                        | 1995                             | Fukutaroo Miyata                    | Rose                |
| Clematis patens 'Alo'                                | République socialiste soviétique d'Estonie   | 1985                             | Eino Kala                           | Rouge               |
| Clematis patens 'Alpinist'                           | République socialiste soviétique d'Ukraine   | 1970                             | Margarita Beskaravaïnaïa            | Rose                |
| Clematis patens 'Amagi'                              | Japon                                        | 1996                             | Takashi Watanabe                    | Bleu                |
| Clematis patens 'Amanda Marie'                       | Royaume-Uni                                  |                                  | Barry Fretwell                      | Rouge               |
| Clematis patens 'Amanohara Ayaginu'                  | Japon                                        |                                  | Hosoda                              | Bleu                |
| Clematis patens 'Amazon'                             | Royaume-Uni                                  |                                  | Charles Noble                       | Violet              |
| Clematis patens 'Amethyst'                           | Japon                                        | 1967                             | Kozo Sugimoto                       | Bleu                |
| Clematis patens 'Amethystina plena'                  | France                                       | 1890                             | Victor Lemoine                      | Blanc               |
| Clematis patens 'Amuro'                              | Japon                                        | 1991                             | Chikayoshi Kitayama                 | Violet              |
| Clematis patens 'Andromeda'                          | Royaume-Uni                                  | 1987                             | Ken Pyne                            | Blanc               |
| Clematis patens 'Angelina'                           | Royaume-Uni                                  | 1875                             | George Jackman                      | Bleu                |
| Clematis patens 'Anna'                               | Suède                                        | 1974                             | Magnus Johnson                      | Rose                |
| Clematis patens 'Annabel'                            | Royaume-Uni                                  | 1962                             | Walter Pennell                      | Bleu                |
| Clematis patens 'Anna German'                        | URSS                                         | 1972                             | Maria Feodorovna Charonova          | Bleu                |
| Clematis patens 'Annie Wood'                         | Royaume-Uni                                  | 1867                             | Thomas Cripps                       |                     |
| Clematis patens 'Anti'                               | République socialiste soviétique d'Estonie   | 1982                             | Uno Kivistik                        | Bleu                |
| Clematis patens 'Aotearosa'                          | Nouvelle-Zélande                             | 1992                             | Alister Keay                        | Bleu                |
| Clematis patens 'Appare'                             | Japon                                        |                                  | Yoshio Kubota                       | Bleu                |
| Clematis patens 'Aria'                               | Japon                                        | 1996                             | Mitaya Miyazaki                     | Rose                |
| Clematis patens 'Ariake'                             | Japon                                        | 1997                             | Sakata no Tane                      | Bleu                |
| Clematis patens 'Asagasumi II'                       | Japon                                        | 1957                             | Yoshio Kubota                       | Bleu                |
| Clematis patens 'Asao'                               | Japon                                        | 1971                             | Kasushige Ozawa                     | Rose                |
| Clematis patens 'Ascotiensis'                        | Royaume-Uni                                  | 1871                             | John Standish                       | Bleu                |
| Clematis patens 'Ashva'                              | Lituanie                                     |                                  | Leonardas Bakevičius                | Bleu                |
| Clematis patens 'Asuka'                              | Japon                                        | 1991                             | Hiroshi Hayakawa                    | Violet              |
| Clematis patens 'Asukayame'                          | Japon                                        | 1954                             | Gen Sakurai                         | Rose                |
| Clematis patens 'Asuke'                              | Japon                                        | 1990                             | Suguru koowaki                      | Violet              |
| Clematis patens 'Atlas'                              | Japon                                        | 2002                             | Satomi Kuriyama                     | Blanc               |
| Clematis patens 'Atmoda'                             | République socialiste soviétique de Lettonie | 1984                             | Vilhelmine Riekstina                | Rouge               |
| Clematis patens 'Atropurpurea'                       | Belgique                                     | 1860                             | Spaé                                | Bleu                |
| Clematis patens 'Atropurpurea'                       | Royaume-Uni                                  | 1862                             | T. Townsend                         | Rouge               |
| Clematis patens 'Atsuhime'                           | Japon                                        | 2003                             | Tetsuya Hirota                      | Rose                |
| Clematis patens 'Attraction'                         | Royaume-Uni                                  | 1935                             | Thomas Cripps                       | Violet              |
| Clematis patens 'Attraction'                         | Royaume-Uni                                  |                                  | Barry Fretwell                      | Rose                |
| Clematis patens 'Audrone'                            | Lituanie                                     |                                  | Leonardas Bakevičius                | Rouge               |
| Clematis patens 'August'                             | URSS                                         | 1980                             | Uno Kivistik                        | Bleu                |
| Clematis patens 'Aumann'                             | Australie                                    |                                  | Bert Chandler                       | Bleu                |
| Clematis patens 'Aureliana'                          | France                                       | 1860                             | Briolay-Goiffon                     | Bleu                |
| Clematis patens 'Aurora'                             | Royaume-Uni                                  | 1877                             | Charles Noble                       | Rose                |
| Clematis patens 'Aurora Borealis'                    | Royaume-Uni                                  |                                  | Frank Watkinson                     |                     |
| Clematis patens 'Aurora Floyd'                       | Royaume-Uni                                  | 1864                             | T. Townsend                         | Violet              |
| Clematis patens 'Aurora Leigh'                       | Royaume-Uni                                  | 1877                             | Charles Noble                       | Blanc               |
| Clematis patens 'Avalanche'                          | France                                       | 1935                             | Victor Lemoine                      | Blanc               |
| Clematis patens 'Ave Maria'                          | Japon                                        | 1996                             | Masako Takeuchi                     | Blanc               |
| Clematis patens 'Ave Sol'                            | URSS                                         | 1990                             | Vilhelmine Riekstina                |                     |
| Clematis patens 'Axolotl'                            | Japon                                        | 2002                             | Satomi Kuriyama                     | Rose                |
| Clematis patens 'Aya'                                | Japon                                        |                                  | Isamu Kurihara                      | Blanc               |
| Clematis patens 'Ayagasame'                          | Japon                                        |                                  | Hiroshi Takeuchi                    | Violet              |
| Clematis patens 'Ayumi'                              | Japon                                        | 1995                             | Tetsuya Hirota                      | Rouge               |
| Clematis patens 'Azumi'                              | Japon                                        | 1994                             | Eesuke Okuboo                       | Violet              |
| Clematis patens 'Azurit'                             | Japon                                        | 1970                             | Mikhail Ivanovich Orlov             | Bleu                |
| Clematis patens 'Baikal'                             | URSS                                         | 1972                             | Maria Fodorovna Sharonova           | Bleu                |
| Clematis patens 'Bal Tsvetov'                        | URSS                                         | 1968                             | Margarita Beskaravaïnaïa            | Bleu                |
| Clematis patens 'Balerina'                           | URSS                                         | 1967                             | Margarita Beskaravaïnaïa            | Blanc               |
| Clematis patens 'Baltiva-88'                         | URSS                                         | 1985                             | Vilhelmine Riekstina                | Blanc               |
| Clematis patens 'Baltyk'                             | Pologne                                      | 1970                             | Stefan Franczak                     | Bleu                |
| Clematis patens 'Barbara'                            | Pologne                                      | 1993                             | Szczepan Marczyński                 | Rose                |
| Clematis patens 'Barbara Ann Lace'                   | États-Unis                                   | 2004                             | BA Fox                              | Rose                |
| Clematis patens 'Barbara Dibley'                     | Royaume-Uni                                  | 1947                             | Rowland Jackman                     | Rose                |
| Clematis patens 'Barbara Harrington'                 | Royaume-Uni                                  | 1996                             | D. Harrington                       | Rose                |
| Clematis patens 'Barbara Jackman'                    | Royaume-Uni                                  | 1947                             | Rowland Jackman                     | Rose                |
| Clematis patens 'Barbara Wheeler                     | Royaume-Uni                                  | 1994                             | Mike Brown                          | Blanc               |
| Clematis patens 'Baronne Burdett-Coutts'             | Royaume-Uni                                  | 1872                             | George Jackman                      | Rose                |
| Clematis patens 'Baronne de Verdières'               | France                                       | 1908                             | Barbier & Cie                       | Rose                |
| Clematis patens 'Baronne Doë'                        |                                              |                                  |                                     | Rose                |
| Clematis patens 'Barral'                             | France                                       |                                  | Victor Lemoine                      |                     |
| Clematis patens 'Basilisk'                           | Japon                                        | 1999                             | Yoshiaki Aihara                     | Violet              |
| Clematis patens 'Beata'                              | Pologne                                      | 1978                             | Stefan Franczak                     | Bleu                |
| Clematis patens 'Beautiful bride'                    | Pologne                                      | 1993                             | Szczepan Marczyński                 | Blanc               |
| Clematis patens 'Beauty of bangholm'                 | Royaume-Uni                                  |                                  | Peter Lawson                        | Bleu                |
| Clematis patens 'Beauty of Richmond'                 | Royaume-Uni                                  | 1935                             | Russels Nursery                     | Bleu                |
| Clematis patens 'Beauty of Surrey'                   | Royaume-Uni                                  | 1868                             | George Jackman                      | Bleu                |
| Clematis patens 'Beauty of the Bowel'                | Royaume-Uni                                  | 1867                             | Thomas Cripps                       | Blanc               |
| Clematis patens 'Beauty of Worcester'                | Royaume-Uni                                  | 1886                             | Richard Smith                       | Bleu                |
| Clematis patens 'Bees' Jubilee'                      | Royaume-Uni                                  | 1958                             | Bees Ltd Nurseries                  | Rose                |
| Clematis patens 'Belaia Noch'                        | République socialiste soviétique d'Ukraine   | 1972                             | Mikhaïl Ivanovitch Orlov            | Bleu                |
| Clematis patens 'Bélaisaire'                         | France                                       | 1875                             | Victor Lemoine                      | Violet              |
| Clematis patens 'Bella'                              | URSS                                         | 1982                             | Uno Kivistik                        | Blanc               |
| Clematis patens 'Belle d'Orléans'                    | France                                       | 1863                             | D. Dauvesse                         | Violet              |
| Clematis patens 'Belle Nantaise'                     | France                                       | 1887                             | Auguste Boisselot                   | Rose                |
| Clematis patens 'Belle of Taranaki'                  | Nouvelle-Zélande                             | 1996                             | Peer K Sorensen                     | Bleu                |
| Clematis patens 'Belle of Working'                   | Royaume-Uni                                  | 1875                             | George Jackman                      | Blanc               |
| Clematis patens 'Benedictus'                         | Suède                                        | 1956                             | Magnus Johnson                      | Rose                |
| Clematis patens 'beni-no-Kagayaki'                   | Japon                                        | 1998                             | Toyohiko Iwai                       | Rose                |
| Clematis patens 'Beni-no-maï'                        | Japon                                        | 1990                             | Suguru koowaki                      | Rose                |
| Clematis patens 'Beni-no-yoso'oi'                    | Japon                                        | 1988                             | Hiroshi Hayakawa                    | Rouge               |
| Clematis patens 'Beniokoshi'                         | Japon                                        | 1954                             | Gen Sakurai                         | Rose                |
| Clematis patens 'Benisuzume'                         | Japon                                        | 1995                             | Tetsuya Hirota                      | Rouge               |
| Clematis patens 'Best Wishes'                        | Royaume-Uni                                  | 1996                             | Geoffrey Tolver                     | Rose                |
| Clematis patens 'Betty Risdon'                       | Royaume-Uni                                  | 1983                             | Vince Denny                         | Rose                |
| Clematis patens 'Bieszczady'                         | Pologne                                      | 1993                             | Szczepan Marczynski                 | Rose                |
| Clematis patens 'Bifrons'                            |                                              |                                  |                                     | Bleu                |
| Clematis patens 'Biriuzinka'                         | URSS                                         | 1982                             | Margarita Beskaravaïnaïa            | Bleu                |
| Clematis patens 'Black Madonna'                      | Pologne                                      | 1980                             | Stefan Franczak                     | Violet              |
| Clematis patens 'Black tea'                          | Japon                                        | 1995                             | Hiroshi Hayakawa                    | Violet              |
| Clematis patens 'Blonde'                             | URSS                                         | 1982                             | Uno Kivistik                        | Rose                |
| Clematis patens 'Blue belle'                         |                                              | 1984                             |                                     | Bleu                |
| Clematis patens ' Blue Bird'                         | Japon                                        | 1952                             | Seijozo Arai                        | Violet              |
| Clematis patens 'Blue Comet'                         | Japon                                        |                                  | Kiyoshi Kashimoto                   | Violet              |
| Clematis patens 'Blue Diamond'                       | Royaume-Uni                                  | 1971                             | Percy Picton                        | Bleu                |
| Clematis patens 'Blue Explosion'                     | Pologne                                      | 2011                             | Szczepan Marczynski                 | Bleu                |
| Clematis patens 'Blue Eyes                           | Royaume-Uni                                  | 1999                             | Ken Pyne                            | Bleu                |
| Clematis patens 'Blue Fantasy'                       | Japon                                        | 1997                             | Hiroshi Hayakawa                    | Violet              |
| Clematis patens 'Blue gem'                           | Royaume-Uni                                  | 1875                             | George Jackman                      | Bleu                |
| Clematis patens 'Blue king'                          | Japon                                        |                                  | Kiesi Kasamato                      | Bleu                |
| Clematis patens 'Blue light'                         | Pays-Bas                                     | 1998                             | Frans van Haasterd                  | Bleu                |
| Clematis patens 'Blue mist'                          | États-Unis                                   | 2003                             | James P. Van Laeken                 | Bleu                |
| Clematis patens 'Blue Perfection'                    | Royaume-Uni                                  | 1875                             | Thomas Cripps                       | Bleu                |
| Clematis patens 'Blue Planet'                        | Allemagne                                    | 1998                             | Lothar Sachs                        | Bleu                |
| Clematis patens 'Blue Ravine'                        | Canada                                       | 1978                             | Conrad Eriandson                    | Bleu                |
| Clematis patens 'Blue ripples'                       |                                              |                                  |                                     | Bleu                |
| Clematis patens 'Blue strip'                         | Japon                                        | 1996                             | Hiroshi Hayakawa                    | Blanc               |
| Clematis patens 'Boskkop beauty'                     | Pays-Bas                                     | 1960                             | J. de Vink                          | Blanc               |
| Clematis patens 'Bracebridge star'                   | Royaume-Uni                                  | 1949                             | Walter Pennell                      | Blanc               |
| Clematis patens 'Brinums'                            | URSS                                         | 1980                             | Janis Ruplens                       | Violet              |
| Clematis patens 'Buga München 2005'                  | Allemagne                                    | 1999                             | L Sachs                             | Bleu                |
| Clematis patens 'Burma star'                         | Royaume-Uni                                  | 1990                             | Barry Fretwell                      | Bleu                |
| Clematis patens 'Byakkoo'                            | Japon                                        | 1991                             | Nihon Kaki                          | Blanc               |
| Clematis patens 'Byakuren'                           | Japon                                        |                                  | Hiroshi Hayakawa                    | Blanc               |
| Clematis patens 'CW Dowman'                          | Royaume-Uni                                  | 1953                             | Walter Pennell                      | Rose                |
| Clematis patens 'Calypso'                            | France                                       | 1860                             | Victor Lemoine                      | Bleu                |
| Clematis patens 'Candida'                            | France                                       | 1862                             | Victor Lemoine                      | Blanc               |
| Clematis patens 'Candidissima Grandifora'            |                                              |                                  |                                     | Blanc               |
| Clematis patens 'Candidissima Plena'                 |                                              |                                  |                                     | Blanc               |
| Clematis patens 'Candy stripe'                       | Royaume-Uni                                  |                                  | Frank Watkinson                     | Rose                |
| Clematis patens 'Canderbury'                         |                                              |                                  |                                     | Bleu                |
| Clematis patens 'Capitaine Thuilleux'                |                                              |                                  |                                     |                     |
| Clematis patens 'Captivation'                        | Royaume-Uni                                  | 1867                             | Thomas Cripps                       | Bleu                |
| Clematis patens 'Cardinal Wysinsky'                  | Pologne                                      | 1974                             | Stefan Franczak                     | Rouge               |
| Clematis patens 'Carnaby'                            | États-Unis                                   | 1983                             |                                     | Rose                |
| Clematis patens 'Carnival'                           | États-Unis                                   | 1989                             | Spring Valley Greenhouse Inc        | Bleu                |
| Clematis patens 'Carnival Queen'                     |                                              |                                  |                                     | Blanc               |
| Clematis patens 'Caroline'                           | Royaume-Uni                                  | 1990                             | Barry Fretwell                      | Rose                |
| Clematis patens 'Casimir Perier'                     | France                                       | 1870                             | Carré                               | Blanc               |
| Clematis patens 'Cassiopée'                          | Suède                                        | 1952                             | Magnus Johnson                      | Blanc               |
| Clematis patens 'Cécile'                             | France                                       | 1875                             | Pépinières Simon Louis              | Rouge               |
| Clematis patens 'Celebration'                        | Royaume-Uni                                  | 2001                             | FS Godfrey                          | Bleu                |
| Clematis patens 'Centre attraction'                  | Royaume-Uni                                  | 1988                             | Franck Watkinson                    | Rouge               |
| Clematis patens 'Chaconne'                           | Japon                                        | 1995                             | Fukutaroo Miyata                    | Violet              |
| Clematis patens 'Chaika'                             | URSS                                         | 1975 \| Margarita Beskaravaïnaïa | Blanc                               |                     |
| Clematis patens 'Calcédoine'                         | Royaume-Uni                                  | 1984                             | Ellis Strachan                      | Blanc               |
| Clematis patens 'Charissima'                         | Royaume-Uni                                  | 1962                             | Walter Pennell                      | Rose                |
| Clematis patens 'Charles Noble'                      | Royaume-Uni                                  | 1873                             | Charles Noble                       | Rouge               |
| Clematis patens 'Charlie Brown'                      | Royaume-Uni                                  | 1992                             | Mike Brown                          | Rose                |
| Clematis patens 'Chekhonte'                          | URSS                                         | 1979                             | Margarita Beskaravaïnaïa            | Bleu                |
| Clematis patens 'Chijimi'                            | Japon                                        | 2001                             | Fumi Murayama                       | Rose                |
| Clematis patens 'Chikushi'                           | Japon                                        | 1990                             | Toyohee Saegusa                     | Violet              |
| Clematis patens 'Chiyozuru'                          | Japon                                        | 1957                             |                                     | Rose                |
| Clematis patens 'Christian Steven'                   | URSS                                         | 1969                             | Margarita Beskaravaïnaïa            | Bleu                |
| Clematis patens 'Circé'                              | Royaume-Uni                                  |                                  | Charles Noble                       | Bleu                |
| Clematis patens 'Clara'                              | France                                       | 1868                             | Pépinières Simon-Louis              | Rouge               |
| Clematis patens 'Claude de Lorraine'                 | France                                       | 1878                             | Victor Lemoine                      | Bleu                |
| Clematis patens 'Climador'                           | Allemagne                                    | 1982                             | Friedrich Manfred                   | Bleu                |
| Clematis patens 'Colette Deville'                    | France                                       | 1885                             | André Leroy                         | Violet              |
| Clematis patens 'Comète'                             | France                                       | 1895                             | Levavasseur                         | Blanc               |
| Clematis patens 'Comte d'Aussembourg'                | France                                       | 1926                             | Barbier & Co                        | Blanc               |
| Clematis patens 'Comtesse de Bouchaud'               | France                                       | 1900                             | François Morel                      | Rose                |
| Clematis patens 'Congratulations'                    | Royaume-Uni                                  | 2006                             | Joe Link                            | Rose                |
| Clematis patens 'Consort'                            | Royaume-Uni                                  | 2004                             | Barry Fretwell                      | Rose                |
| Clematis patens 'Coste de Brix'                      | France                                       | 1915                             | Faure                               | Bleu                |
| Clematis patens 'Countess of Egmont'                 | Royaume-Uni                                  | 1877                             | George Jackman                      | Violet              |
| Clematis patens 'Coutess of Lovelace'                | Royaume-Uni                                  | 1872                             | George Jackman                      | Bleu                |
| Clematis patens 'Couronne royale'                    |                                              |                                  |                                     | Bleu                |
| Clematis patens 'Crimson beauty'                     | Royaume-Uni                                  |                                  | George Jackman                      | Rouge               |
| Clematis patens 'Crimson king'                       | Royaume-Uni                                  | 1915                             | Arthur George Jackman               | Rouge               |
| Clematis patens 'Crippsi'                            | Royaume-Uni                                  | 1870                             | Thomas Cripps                       | Bleu                |
| Clematis patens 'Chrystal Pink'                      | Japon                                        | 2007                             | Kozo Sugimoto                       |                     |
| Clematis patens 'Dancing tekulo'                     | Japon                                        | 1992                             | Suguru Koowaki                      | Rose                |
| Clematis patens 'Danielle Deronda'                   | Royaume-Uni                                  | 1982                             | Charles Nobles                      | Bleu                |
| Clematis patens 'Darius'                             | URSS                                         | 1988                             | Leonardas Bakevičius                | Rose                |
| Clematis patens 'Dawn'                               | Suède                                        | 1960                             | Tage Lundell                        | Blanc               |
| Clematis patens 'Debutante'                          | Royaume-Uni                                  | 1988                             | Frank Watkinson                     | Rose                |
| Clematis patens 'Denny's double'                     | Royaume-Uni                                  | 1977                             | Vince Denny                         | Bleu                |
| Clematis patens 'Destiny'                            | Allemagne                                    | 2011                             | Willem Straver                      | Blanc               |
| Clematis patens 'Diana'                              | URSS                                         | 1985                             | Uno Kivistik                        | Bleu                |
| Clematis patens 'Docteur Ruppel'                     | Argentine                                    | 1975                             | Ruppel                              | Rose                |
| Clematis patens 'Domika'                             | Pologne                                      | 1972                             | Stefan Franczak                     | Bleu                |
| Clematis patens 'Dorothy Tolver'                     | Royaume-Uni                                  | 1987                             | Jonathan Gooch                      | Rose                |
| Clematis patens 'Duchess of Edinbourg'               | Royaume-Uni                                  | 1874                             | George Jackman                      | Blanc               |
| Clematis patens 'Dutch sky                           | Pays-Bas                                     | 2008                             | Marco DeWit                         | Blanc               |
| Clematis patens 'Edith'                              | Royaume-Uni                                  | 1974                             | Raymond Evison                      | Blanc               |
| Clematis patens 'Edomurasaky'                        | Japon                                        |                                  |                                     |                     |
| Clematis patens 'Elsa Spath'                         | Allemagne                                    | 1891                             | Ludwig Späth                        | Bleu                |
| Clematis patens 'Ernest Markham'                     | Royaume-Uni                                  | 1926                             | Ernest Markham                      | Rouge               |
| Clematis patens 'Esme'                               | Royaume-Uni                                  | 2012                             | Raymond Evison                      | Bleu                |
| Clematis patens 'Esperando'                          | URSS                                         | 1982                             | Uno Kivistik                        | Rose                |
| Clematis patens 'Etoile de Malicorne'                | France                                       | 1968                             | André Girault                       | Rose                |
| Clematis patens 'Etoile nacrée                       | Japon                                        |                                  | Masayoshi Okuboo                    | Rose                |
| Clematis patens 'Evifive'                            | Royaume-Uni                                  | 1995                             | Raymond Evison                      | Rose                |
| Clematis patens 'Evifour'                            | Royaume-Uni                                  | 1993                             | Raymond Evison                      | Violet              |
| Clematis patens 'Evijohill'                          | Royaume-Uni                                  | 1980                             | Josephine Hills                     |                     |
| Clematis patens 'Evione'                             | Royaume-Uni                                  | 1990                             | Raymond Evison                      | Rose                |
| Clematis patens 'Evipo001'                           | Royaume-Uni                                  | 2004                             | Raymond Evison                      | Violet              |
| Clematis patens 'Evipo002'                           | Royaume-Uni                                  | 2044                             | Raymond Evison                      | Rouge               |
| Clematis patens 'Evipo003'                           | Royaume-Uni                                  | 1998                             | Raymond Evison                      | Blanc               |
| Clematis patens 'Evipo006'                           | Royaume-Uni                                  | 2002                             | Raymond Evison                      | Blanc               |
| Clematis patens 'Evipo007'                           | Royaume-Uni                                  | 2002                             | Raymond Evison                      | Violet              |
| Clematis patens 'Evipo008'                           | Royaume-Uni                                  | 1993                             | Raymond Evison                      | Bleu                |
| Clematis patens 'Evipo009'                           | Royaume-Uni                                  | 2004                             | Raymond Evison                      | Blanc               |
| Clematis patens 'Evipo011'                           | Royaume-Uni                                  |                                  | Raymond Evison                      |                     |
| Clematis patens 'Evipo016'                           | Royaume-Uni                                  | 2007                             | Raymond Evison                      | Rouge               |
| Clematis patens 'Evipo017'                           | Royaume-Uni                                  | 1998                             | Raymond Evison                      | Bleu                |
| Clematis patens 'Evipo018'                           | Royaume-Uni                                  | 2002                             | Raymond Evison                      | Rouge               |
| Clematis patens 'Evipo019'                           | Royaume-Uni                                  | 2002                             | Raymond Evison                      | Bleu                |
| Clematis patens 'Evipo020'                           | Royaume-Uni                                  | 2003                             | Raymond Evison                      | Violet              |
| Clematis patens 'Evipo021'                           | Royaume-Uni                                  | 2006                             | Raymond Evison                      | Blanc               |
| Clematis patens 'Evipo022'                           | Royaume-Uni                                  |                                  | Raymond Evison                      |                     |
| Clematis patens 'Evipo023'                           | Royaume-Uni                                  | 1998                             | Raymond Evison                      | Bleu                |
| Clematis patens 'Evipo024'                           | Royaume-Uni                                  | 1998                             | Raymond Evison                      | Violet              |
| Clematis patens 'Evipo025'                           | Royaume-Uni                                  | 1998                             | Raymond Evison                      | Violet              |
| Clematis patens 'Evipo026'                           | Royaume-Uni                                  | 2009                             | Raymond Evison                      | Bleu                |
| Clematis patens 'Evipo027'                           | Royaume-Uni                                  | 2011                             | Raymond Evison                      | Rose                |
| Clematis patens 'Evipo028'                           | Royaume-Uni                                  | 2011                             | Raymond Evison                      | Bleu                |
| Clematis patens 'Evipo029'                           | Royaume-Uni                                  | 2003                             | Raymond Evison                      | Bleu                |
| Clematis patens 'Evipo030'                           | Royaume-Uni                                  | 2003                             | Raymond Evison                      | Bleu                |
| Clematis patens 'Evipo032'                           | Royaume-Uni                                  | 1996                             | Raymond Evison                      | Violet              |
| Clematis patens 'Evipo034'                           | Royaume-Uni                                  | 1996                             | Raymond Evison                      | Violet              |
| Clematis patens 'Evipo035'                           | Royaume-Uni                                  | 2010                             | Raymond Evison                      | Bleu                |
| Clematis patens 'Evipo037'                           | Royaume-Uni                                  | 2007                             | Raymond Evison                      | Bleu                |
| Clematis patens 'Evipo038'                           | Royaume-Uni                                  |                                  | Raymond Evison                      |                     |
| Clematis patens 'Evipo039'                           | Royaume-Uni                                  | 2007                             | Raymond Evison                      | Bleu                |
| Clematis patens 'Evipo040'                           | Royaume-Uni                                  | 2009                             | Raymond Evison                      | Bleu                |
| Clematis patens 'Evipo041'                           | Royaume-Uni                                  | 2007                             | Raymond Evison                      | Blanc               |
| Clematis patens 'Evipo042'                           | Royaume-Uni                                  | 2007                             | Raymond Evison                      | Violet              |
| Clematis patens 'Evipo043'                           | Royaume-Uni                                  | 2011                             | Raymond Evison                      | Violet              |
| Clematis patens 'Evipo046'                           | Royaume-Uni                                  | 2011                             | Raymond Evison                      | Violet              |
| Clematis patens 'Evipo047'                           | Royaume-Uni                                  | 2012                             | Raymond Evison                      | Violet              |
| Clematis patens 'Evipo048'                           | Royaume-Uni                                  | 2012                             | Raymond Evison                      | Bleu                |
| Clematis patens 'Evipo049'                           | Royaume-Uni                                  |                                  | Raymond Evison                      |                     |
| Clematis patens 'Evipo050'                           | Royaume-Uni                                  | 2012                             | Raymond Evison                      | Rose                |
| Clematis patens 'Evipo051'                           | Royaume-Uni                                  | 2011                             | Raymond Evison                      | Rose                |
| Clematis patens 'Evipo052'                           | Royaume-Uni                                  | 2012                             | Raymond Evison                      | Blanc               |
| Clematis patens 'Evipo053'                           | Royaume-Uni                                  | 2012                             | Raymond Evison                      | Bleu                |
| Clematis patens 'Evipo054'                           | Royaume-Uni                                  | 2012                             | Raymond Evison                      | Rose                |
| Clematis patens 'Evipo055'                           | Royaume-Uni                                  |                                  | Raymond Evison                      | Blanc               |
| Clematis patens 'Evipo056'                           | Royaume-Uni                                  | 2011                             | Raymond Evison                      | Rose                |
| Clematis patens 'Evipo057'                           | Royaume-Uni                                  | 2012                             | Raymond Evison                      | Blanc               |
| Clematis patens 'Evipo058'                           | Royaume-Uni                                  | 2012                             | Raymond Evison                      | Violet              |
| Clematis patens 'Evipo059'                           | Royaume-Uni                                  | 2012                             | Raymond Evison                      | Bleu                |
| Clematis patens 'Evipo060'                           | Royaume-Uni                                  | 2012                             | Raymond Evison                      | Bleu                |
| Clematis patens 'Evipo061'                           | Royaume-Uni                                  | 2011                             | Raymond Evison                      | Bleu                |
| Clematis patens 'Evipo062'                           | Royaume-Uni                                  | 2011                             | Raymond Evison                      | Bleu                |
| Clematis patens 'Evipo063'                           | Royaume-Uni                                  |                                  | Raymond Evison                      |                     |
| Clematis patens 'Evipo064'                           | Royaume-Uni                                  |                                  | Raymond Evison                      |                     |
| Clematis patens 'Evipo067'                           | Royaume-Uni                                  | 2012                             | Raymond Evison                      | Bleu                |
| Clematis patens 'Evipo068'                           | Royaume-Uni                                  | 2012                             | Raymond Evison                      | Rouge               |
| Clematis patens 'Evipo069'                           | Royaume-Uni                                  | 2012                             | Raymond Evison                      | Rouge               |
| Clematis patens 'Evipo070'                           | Royaume-Uni                                  | 2012                             | Raymond Evison                      | Rouge               |
| Clematis patens 'Evipo071'                           | Royaume-Uni                                  | 2012                             | Raymond Evison                      | Rouge               |
| Clematis patens 'Evipo072'                           | Royaume-Uni                                  |                                  | Raymond Evison                      |                     |
| Clematis patens 'Evipo073'                           | Royaume-Uni                                  | 2012                             | Raymond Evison                      | Blanc               |
| Clematis patens 'Evipo074'                           | Royaume-Uni                                  | 2012                             | Raymond Evison                      | Violet              |
| Clematis patens 'Evirin'                             | Royaume-Uni                                  | 1997                             | Raymond Evison                      | Blanc               |
| Clematis patens 'Evithree'                           | Royaume-Uni                                  | 1990                             | Raymond Evison                      | Bleu                |
| Clematis patens 'Evitwo'                             | Royaume-Uni                                  | 1989                             | Raymond Evison                      | Blanc               |
| Clematis patens 'Fair Rosamond'                      | Royaume-Uni                                  | 1871                             | George Jackman                      | Blanc               |
| Clematis patens 'Firefly'                            | Royaume-Uni                                  | 1987                             | Ken Pyne                            | Rose                |
| Clematis patens 'Firework'                           | Royaume-Uni                                  | 1980                             | John Treasure                       | Rose                |
| Clematis patens ' Frau Mikiko'                       | Japon                                        | 1993                             | kozo Sugimoto                       | Bleu                |
| Clematis patens 'Fuji Musume'                        | Japon                                        | 1952                             | Seejuuroo Arai                      | Bleu                |
| Clematis patens 'Fairy Queen'                        | Royaume-Uni                                  | 1875                             | Thomas Cripps                       | Blanc               |
| Clematis patens 'Fantasy'                            | Japon                                        | 1993                             | Nihon Kaki Co.                      | Violet              |
| Clematis patens 'Faust'                              | France                                       | 1880                             | Victor Lemoine                      | Bleu                |
| Clematis patens 'Felicity'                           | Allemagne                                    | 2003                             | Willem Straver                      | Violet              |
| Clematis patens 'Fenomen'                            | URSS                                         | 1970                             | Mikhaïl Ivanovitch Orlov            | Bleu                |
| Clematis patens 'Festival'                           | États-Unis                                   | 2003                             | James P. Van Laeken                 | Bleu                |
| Clematis patens 'Fialka'                             | Russie                                       |                                  | Maria Fodorovna Sharonova           | Bleu                |
| Clematis patens 'Fiona'                              | Nouvelle-Zélande                             | 2004                             | Geoff North                         | Blanc               |
| Clematis patens 'Fire of Marlene'                    | Royaume-Uni                                  | 2002                             | Brian Collingwood                   | Rose                |
| Clematis patens 'Fireflame KBK01'                    | Suède                                        | 2006                             | Kjell Bolinder Klematis             | Rouge               |
| Clematis patens 'Flamingo'                           | URSS                                         | 1980                             | Uno Kivistik                        | Blanc               |
| Clematis patens 'Florence'                           | Royaume-Uni                                  | 1876                             | George Jackman                      | Bleu                |
| Clematis patens 'Floribunda'                         | France                                       | 1872                             | Victor Lemoine                      | Rose                |
| Clematis patens 'Forever'                            | Royaume-Uni                                  | 2006                             | Barry Fretwell                      | Rose                |
| Clematis patens 'Fortunei'                           | Japon                                        | 1860                             | Robert Fortune                      | Blanc               |
| Clematis patens 'Four Star'                          | États-Unis                                   |                                  | Four Star Nursery                   | Rose                |
| Clematis patens 'François Gerbeaux'                  | France                                       | 1867                             | Carré                               | Blanc               |
| Clematis patens 'François Morel'                     | France                                       | 1883                             | François Morel                      | Rouge               |
| Clematis patens 'Frau Susanne'                       | Japon                                        | 1996                             | Masako Takeuchi                     | Rose                |
| Clematis patens 'Freude'                             | Japon                                        | 1990                             | Fukutaroo Miyata                    | Blanc               |
| Clematis patens 'Fryderyk Chopin'                    | Pologne                                      | 1994                             | Stefan Franczak                     | Bleu                |
| Clematis patens 'Fuji'                               | Japon                                        | 1997                             | Takashi Watanabe                    | Rose                |
| Clematis patens 'Fujinishiki'                        | Japon                                        |                                  | Kotaro Isivata                      | Violet              |
| Clematis patens 'Fuji-no-mine'                       | Japon                                        | 1954                             | Gen Sakurai                         | Blanc               |
| Clematis patens 'Fulgens'                            | France                                       | 1865                             | Pépinières Simon-Louis              | Blanc               |
| Clematis patens 'Fuyu-no-tabi'                       | Japon                                        | 1994                             | Masako Takeuchi                     | Blanc               |
| Clematis patens 'General Sikorski'                   | Pologne                                      | 1965                             | Stefan Franczak                     | Bleu                |
| Clematis patens 'Gipsy Queen'                        | Royaume-Uni                                  | 1877                             | Thomas Cripps                       | Violet              |
| Clematis patens 'Girenas'                            | Lituanie                                     |                                  | Leonardas Bakevičius                | Rose                |
| Clematis patens 'Gladys Picard'                      | Royaume-Uni                                  | 1972                             | Jim Fisk                            | Blanc               |
| Clematis patens 'Grazyna'                            | Pologne                                      | 1996                             | Stefan Franczak                     | Rose                |
| Clematis patens 'Guernsey Cream'                     | Royaume-Uni                                  | 1989                             | Raymond Evison                      | Blanc               |
| Clematis patens 'Guilding Star'                      | Royaume-Uni                                  | 1866                             | Thomas Cripps                       | Bleu                |
| Clematis patens 'Guilding Star'                      | Royaume-Uni                                  | 1873                             | Thomas Cripps                       | Bleu                |
| Clematis patens 'Haku ookan'                         | Japon                                        | 1957                             | Yashio Kubota                       | Bleu                |
| Clematis patens 'Hagley Hybrid'                      | Royaume-Uni                                  | 1945                             | Percy Picton                        | Rose                |
| Clematis patens 'Hanaguruma'                         | Japon                                        | 1985                             | Goroo Joosha                        | Rose                |
| Clematis patens 'Henryi'                             | Royaume-Uni                                  | 1870                             | Isaac Anderson-Henry                | Blanc               |
| Clematis patens 'H F Young                           | Royaume-Uni                                  | 1954                             | Walter Pennell                      | Bleu                |
| Clematis patens 'Honora                              | Nouvelle-Zélande                             | 1998                             | Alister Keay                        | Violet              |
| Clematis patens 'Huldine'                            | France                                       | 1914                             | François Morel                      | Blanc               |
| Clematis patens 'Huvi'                               | Estonie                                      | 1986                             | Uno Kivistik                        | Rouge               |
| Clematis patens 'Ibi'                                | Japon                                        | 1989                             |                                     | Bleu                |
| Clematis patens 'Iola Fair'                          | Royaume-Uni                                  | 1995                             | Keith Fair                          | Bleu                |
| Clematis patens 'Ivan Olson'                         | Suède                                        | 1955                             | Magnus Johnson                      | Bleu                |
| Clematis patens 'James Manson'                       | Royaume-Uni                                  | 1984                             | Barry Fretwell                      | Blanc               |
| Clematis patens 'Jean Paul II'                       | Pologne                                      | 1995                             | Stefan Franczak                     | Blanc               |
| Clematis patens 'John Huxtable'                      | Royaume-Uni                                  | 1967                             | John Huxtable                       | Blanc               |
| Clematis patens 'John Warren'                        | Royaume-Uni                                  | 1968                             | Walter Pennell                      | Rose                |
| Clematis patens 'Julka'                              | Pologne                                      | 1993                             | Szczepan Marczyński                 | Violet              |
| Clematis patens 'Justa'                              | Lituanie                                     | 1988                             | Leonardas Bakevičius                | Bleu                |
| Clematis patens 'Kacper'                             | Pologne                                      | 1970                             | Stefan Franczak                     | Violet              |
| Clematis patens 'Kaen'                               | Japon                                        |                                  | K. Shinzawa                         | Rouge               |
| Clematis patens 'Kakio'                              | Japon                                        | 1980                             | Kazushige Ozawa                     | Rose                |
| Clematis patens 'Kamila'                             | Pologne                                      |                                  | Stefan Franczak                     | Rouge               |
| Clematis patens 'Kathleen Dunford'                   | Royaume-Uni                                  |                                  |                                     | Violet              |
| Clematis patens 'Keith Richardson'                   | Royaume-Uni                                  | 1961                             | Walter Pennell                      | Rose                |
| Clematis patens 'Ken Doson'                          | Royaume-Uni                                  | 1692                             | Walter Pennell                      | Bleu                |
| Clematis patens 'Kiri te kanawa'                     | Royaume-Uni                                  | 1986                             | Barry Fretwell                      | Bleu                |
| Clematis patens 'Kjell'                              | Suède                                        |                                  | S. Widberg                          | Bleu                |
| Clematis patens 'Kommerei'                           | URSS                                         | 1985                             | Uno Kivistik                        | Rouge               |
| Clematis patens 'Konigssohn'                         | Allemagne                                    | 1982                             | Friedrich Manfred                   | Bleu                |
| Clematis patens 'Kunpuh'                             | Japon                                        | 1996                             | H. Hayakawa                         | Bleu                |
| Clematis patens 'Lady Betty Balfour'                 | Royaume-Uni                                  | 1910                             | George Jackman                      | Violet              |
| Clematis patens 'Lasting Love'                       | Pologne                                      | 1996                             | Stephan Franczak                    | Rose                |
| Clematis patens 'Lasustern'                          | Allemagne                                    | 1905                             | Max Josef Goos & August Koenemann   | Bleu                |
| Clematis patens 'Lawsionana'                         | Royaume-Uni                                  | 1855                             | Isaac Anderson-Henry                | Bleu                |
| Clematis patens 'Lemon Chiffon'                      | Royaume-Uni                                  | 1992                             | Ed Philips                          | Blanc               |
| Clematis patens 'Lilactime'                          | Royaume-Uni                                  | 1983                             | Ken Pyne                            | Bleu                |
| Clematis patens 'Little Mermaid'                     | Japon                                        | 1994                             | Takashi Watanabe                    | Rose                |
| Clematis patens 'Lord Nevill'                        | Royaume-Uni                                  | 1875                             | Thomas Cripps                       | Bleu                |
| Clematis patens 'Louise Rowe'                        | Royaume-Uni                                  | 1980                             | Jean Rowe                           | Blanc               |
| Clematis patens 'Love Jewelry'                       | Japon                                        |                                  | Kozo Sugimoto                       | Rose                |
| Clematis patens 'Luther Burbank'                     | URSS                                         | 1959                             | A N Volosenko-Valenis               | Violet              |
| Clematis patens 'Māte Jūlija'                        | URSS                                         | 1975                             | M. Taurite                          | Rose                |
| Clematis patens 'Madame Albani'                      | Royaume-Uni                                  | 1873                             | Charles Noble                       | Rose                |
| Clematis patens 'Madame Alfred Bonneau'              |                                              |                                  |                                     | Rose                |
| Clematis patens 'Madame André Lacaux'                | France                                       | 1935                             | Faure                               | Rose                |
| Clematis patens 'Madame Bajun'                       |                                              |                                  |                                     | Blanc               |
| Clematis patens 'Madame Barond Veillard'             | France                                       | 1885                             | Veillard                            | Rose                |
| Clematis patens 'Madame Bosselli'                    | France                                       | 1885                             | Christen                            | Rouge               |
| Clematis patens 'Madame Briot'                       | France                                       | 1889                             | Christen                            | Bleu                |
| Clematis patens 'Madame Charles Lacaux'              |                                              |                                  |                                     | Bleu                |
| Clematis patens 'Madame Christen'                    | France                                       | 1879                             | Christen                            | Blanc               |
| Clematis patens 'Madame Crousse'                     |                                              |                                  |                                     | Bleu                |
| Clematis patens 'Madame Edouard André'               | France                                       | 1893                             | Veillard                            | Rouge               |
| Clematis patens 'Madame Emile Sorbet'                | France                                       | 1898                             | L. Paillet                          | Bleu                |
| Clematis patens 'Madame F. Gerbeaux'                 | France                                       | 1877                             | Victor Lemoine                      | Rose                |
| Clematis patens 'Madame Furtado-Heine'               | France                                       | 1893                             | Christen                            | Rouge               |
| Clematis patens 'Madame Grangé'                      | France                                       | 1875                             | Théophile Grangé                    | Rouge               |
| Clematis patens 'Madame Gustave Croux'               | France                                       | 1893                             | François Félix Crousse              | Rose                |
| Clematis patens 'Madame Isidore Salles'              | France                                       | 1867                             | Carré                               | Blanc               |
| Clematis patens 'Madame Jouannet'                    | France                                       |                                  | Fauré                               | Violet              |
| Clematis patens 'Madame Jubilee'                     | Japon                                        | 1992                             | Nihon Kaki                          | Rose                |
| Clematis patens 'Madame Lecoultre'                   | Royaume-Uni                                  | 1867                             | Thomas Cripps                       | Blanc               |
| Clematis patens 'Madame Marie Deschamps'             | France                                       | 1898                             | Moser                               | Blanc               |
| Clematis patens 'Madame Maxime Cornu'                | France                                       | 1885                             | Christen                            | Violet              |
| Clematis patens 'Madame Méline'                      | France                                       | 1885                             | Christen                            | Blanc               |
| Clematis patens 'Madame Moser'                       | France                                       | 1890                             | Victor Lemoine                      | Blanc               |
| Clematis patens 'Madame Thibaut'                     | France                                       | 1878                             | Théophile Grangé                    | Violet              |
| Clematis patens 'Madame Van Houtte'                  | Royaume-Uni                                  | 1867                             | Thomas Cripps                       | Blanc               |
| Clematis patens 'Madame Victor Vandemarq'            | France                                       |                                  | Fauré                               | Blanc               |
| Clematis patens 'Mademoiselle Elise Schenk'          | France                                       | 1878                             | Théophile Grangé                    | Bleu                |
| Clematis patens 'Mademoiselle Henriette de Pulligny' | France                                       | 1878                             | D. Dauvesse                         | Bleu                |
| Clematis patens 'Mademoiselle Jeanne de Pulligny'    | France                                       | 1878                             | D. Dauvesse                         | Violet              |
| Clematis patens 'Mademoiselle Kellogg'               | Royaume-Uni                                  | 1877                             | Charles Noble                       | Blanc               |
| Clematis patens 'Mademoiselle Madelaine Truffaut'    | France                                       | 1910                             | Moser                               | Blanc               |
| Clematis patens 'Mademoiselle Torriani'              | Royaume-Uni                                  | 1873                             | Charles Noble                       | Rose                |
| Clematis patens 'Madonna'                            | Japon                                        | 1992                             | Toyohiko Iwai                       | Blanc               |
| Clematis patens 'Magnifica'                          | Royaume-Uni                                  | 1858                             | George Jackman                      | Rouge               |
| Clematis patens 'Mai'                                | Japon                                        |                                  | Suguru Koowaki                      | Rouge               |
| Clematis patens 'Maiden's Blush'                     | Royaume-Uni                                  | 1871                             | George Jackman                      | Blanche             |
| Clematis patens 'Maid of Kent'                       | Royaume-Uni                                  | 1875                             | Thomas Cripps                       | Violet              |
| Clematis patens 'Majo'                               | Japon                                        | 1996                             | Masako Takeuchi                     | Violet              |
| Clematis patens 'Makhrovyi'                          | Ukraine                                      | 1969                             | Margarita Alekseevna Beskaravainaja | Violet              |
| Clematis patens 'Maksi'                              | Estonie                                      | 1980                             | Uno Kivistik                        | Bleu                |
| Clematis patens 'Maksymillian Kolbe'                 | Pologne                                      | 1987                             | Wladyslaw Noll                      | Bleu                |
| Clematis patens 'Malysh'                             | URSS                                         | 1972                             | Maria Feodorovna Charonova          | Bleu                |
| Clematis patens 'Mammut'                             | URSS                                         | 1980                             | Uno Kivistik                        | Blanc               |
| Clematis patens 'Manna'                              | URSS                                         | 1980                             | Uno Kivistik                        | Bleu                |
| Clematis patens 'Marai Louise'                       |                                              |                                  |                                     |                     |
| Clematis patens 'Marcel Moser'                       | France                                       | 1896                             | Moser                               | Rose                |
| Clematis patens 'Märchenfee'                         | Allemagne                                    | 1930                             | Max Josef Goos & August Koenemann   | Rose                |
| Clematis patens 'Margaret Dunbar'                    | Royaume-Uni                                  | 1873                             | Charles Noble                       | Rose                |
| Clematis patens 'Margaret Reinold'                   | Allemagne                                    | 1974                             | Reinold Baumschulen                 | Violet              |
| Clematis patens 'Margaret Hunt'                      | Royaume-Uni                                  | 1960                             | Margaret Hunt                       | Rose                |
| Clematis patens 'Margaret Wood'                      |                                              |                                  |                                     | Blanc               |
| Clematis patens 'Mari'                               | URSS                                         | 1991                             | Uno Kivistik                        | Rose                |
| Clematis patens 'Maria'                              | URSS                                         | 1983                             | Uno Kivistik                        | Rose                |
| Clematis patens 'Maria Louise Jensen'                | Allemagne                                    | 1986                             | Friedrich Manfred Westphal          | Bleu                |
| Clematis patens 'Marie'                              | France                                       | 1865                             | Pépinières Simon-Louis              | Bleu                |
| Clematis patens 'Marie Boisselot'                    | France                                       | 1885                             | Auguste Boisselot                   | Blanc               |
| Clematis patens 'Marie Deschamp'                     | France                                       | 1898                             | Moser                               | Violet              |
| Clematis patens 'Marie Desfossé'                     | France                                       | 1877                             | H. Desfossé                         | Rose                |
| Clematis patens 'Marie Lefèvre'                      | Royaume-Uni                                  | 1877                             | Thomas Cripps                       | Violet              |
| Clematis patens 'Marie Louise'                       | France                                       | 1896                             | Jules Le Bêle                       | Bleu                |
| Clematis patens 'Marie-Madeleine'                    | France                                       | 1875                             | Jules Le Bêle                       | Violet              |
| Clematis patens 'Märjamaa'                           | URSS                                         | 1981                             | Uno Kivistik                        | Bleu                |
| Clematis patens 'Marlene Dietrich'                   | URSS                                         | 1983                             | V. Reinwald                         | Violet              |
| Clematis patens 'Marmori'                            | URSS                                         | 1986                             | Uno Kivistik                        | Rose                |
| Clematis patens 'Marquis of Salisbury'               | Royaume-Uni                                  | 1972                             | Charles Noble                       | Rouge               |
| Clematis patens 'Marsalek Pilsudski'                 | Pologne                                      |                                  | Wladyslaw Noll                      |                     |
| Clematis patens 'Marta'                              | Pologne                                      | 1996                             | Stefan Franczak                     | Bleu                |
| Clematis patens 'Mary-Clair'                         | Royaume-Uni                                  |                                  |                                     | Blanc               |
| Clematis patens 'Masako'                             | Japon                                        | 1987                             | Hiroshi Takeuchi                    | Blanc               |
| Clematis patens 'Masquerade'                         | Royaume-Uni                                  | 1994                             | Raymond Evison                      | Rose                |
| Clematis patens 'Masumi'                             | Japon                                        |                                  | Sinji Kajita                        | Rouge               |
| Clematis patens 'Matenroo'                           | Japon                                        | 1993                             | Masako Takeuchi                     | Rouge               |
| Clematis patens 'Matilda'                            | Suède                                        | 1990                             | Magnus Johnson                      | Rose                |
| Clematis patens 'Matka Siedliska'                    | Pologne                                      | 1970                             | Stefan Franczak                     | Blanc               |
| Clematis patens 'Matka Teresa'                       | Pologne                                      | 1990                             | Stefan Franczak                     | Blanc               |
| Clematis patens 'Matka Urszula Ledôchowska'          | Pologne                                      | 1984                             | Stefan Franczak                     | Blanc               |
| Clematis patens 'Matthias'                           | Suède                                        | 1970                             | Magnus Johnson                      | Violet              |
| Clematis patens 'Maud'                               | Royaume-Uni                                  | 1873                             | Charles Noble                       | Violet              |
| Clematis patens 'Maud Branscombe'                    | Royaume-Uni                                  | 1882                             | Charles Noble                       | Blanc               |
| Clematis patens 'Maureen'                            | Royaume-Uni                                  | 1955                             | Gurteen & Ritson Ltd                | Violet              |
| Clematis patens 'Mauve Star'                         | Suède                                        | 1991                             | Magnus Johnson                      | Rose                |
| Clematis patens 'Max Leichtlin'                      | Allemagne                                    | 1883                             | M. Leichtlin                        | Blanc               |
| Clematis patens 'Mayor Isao'                         | Japon                                        | 1987                             | kozo Sugimoto                       | Bleu                |
| Clematis patens 'May Queen'                          | Royaume-Uni                                  | 1873                             | Charles Noble                       | Blanc               |
| Clematis patens 'Mazuruka'                           | Japon                                        | 1990                             | Fukutaroo Miyata                    | Rose                |
| Clematis patens 'Mechta'                             | URSS                                         | 1967                             | Mikhaïl Ivanovitch Orlov            | Violet              |
| Clematis patens 'Meeli'                              | URSS                                         | 1981                             | Uno Kivistik                        | Rouge               |
| Clematis patens 'Mefistofel'                         | URSS                                         | 1966                             | Mikhaïl Ivanovitch Orlov            | Violet              |
| Clematis patens 'Melody'                             | Japon                                        | 1992                             | Masako Takeuchi                     | Violet              |
| Clematis patens 'Meloodia'                           | Estonie                                      | 1981                             | Uno Kivistik                        | Rose                |
| Clematis patens 'Mercury'                            | Royaume-Uni                                  | 1987                             | Ken Pyne                            | Blanc               |
| Clematis patens 'Mercurius'                          |                                              |                                  |                                     | Violet              |
| Clematis patens 'Meritäht'                           | Estonie                                      | 1972                             | Adolf Vaigla                        | Violet              |
| Clematis patens 'Merkurii'                           | Russie                                       | 1972                             | Maria Fodorovna Sharonova           | Rouge               |
| Clematis patens 'Metamorfoza'                        | Ukraine                                      | 1957                             | A N Volosenko-Valenis               | Violet              |
| Clematis patens 'Mevrouw Le Coultre'                 | France                                       |                                  | Auguste Boisselot                   | Blanc               |
| Clematis patens 'Mevrouw oud'                        | Pays-Bas                                     | 1952                             | K Maarse Dzn Junior                 | Blanc               |
| Clematis patens 'Mevrouw Wassher'                    | Pays-Bas                                     | 1961                             | K Maarse Dzn Junior                 | Bleu                |
| Clematis patens 'Mia'                                | Allemagne                                    | 1989                             | Friedrich Manfred Westphal          | Bleu                |
| Clematis patens 'Middlemarch'                        | Royaume-Uni                                  | 1873                             | Charles Noble                       | Rouge               |
| Clematis patens 'Midget Blue'                        | Japon                                        |                                  | Sakata Seeds & Plants Co            | Bleu                |
| Clematis patens 'Mikawa'                             | Japon                                        |                                  |                                     | Blanc               |
| Clematis patens 'Mikla'                              | Estonie                                      | 1982                             | Uno Kivistik                        | Blanc               |
| Clematis patens 'Mikolaj Kopernik'                   | Pologne                                      |                                  | Stefan Franczak                     | Bleu                |
| Clematis patens 'Mikumano'                           | Japon                                        | 1991                             | Kichiya Shiozaki                    | Rouge               |
| Clematis patens 'Minipuna'                           | Estonie                                      | 1989                             | Uno Kivistik                        | Rose                |
| Clematis patens 'Miniselik'                          | Estonie                                      | 1982                             | Uno Kivistik                        | Rose                |
| Clematis patens 'Minisimi'                           | Estonie                                      | 1983                             | Uno Kivistik                        | Bleu                |
| Clematis patens 'Minister'                           | Estonie                                      | 1982                             | Uno Kivistik                        | Bleu                |
| Clematis patens 'Minister Doctor Lucius'             | Allemagne                                    | 1885                             | F C Heinemann                       | Bleu                |
| Clematis patens 'Mino'                               | Japon                                        | 1994                             | kozo Sugimoto                       | Violet              |
| Clematis patens 'Minos'                              | France                                       | 1890                             | Victor Lemoine                      | Bleu                |
| Clematis patens 'Miriam Markham'                     | Royaume-Uni                                  | 1937                             | Ernest Markham                      | Rose                |
| Clematis patens 'Misayo'                             | Japon                                        | 1967                             | Kootaroo Ishiwata                   | Bleu                |
| Clematis patens 'Miss Bajoo'                         | Japon                                        |                                  | Kiyoko Bajo                         | Rouge               |
| Clematis patens 'Miss Bateman'                       | Royaume-Uni                                  | 1869                             | Charles Noble                       | Blanc               |
| Clematis patens 'Miss Cavell'                        | France                                       | 1918                             | Faure                               | Blanc               |
| Clematis patens 'Miss Crawshai'                      | Royaume-Uni                                  | 1873                             | George Jackman                      | Rose                |
| Clematis patens 'Miss Lily Harris'                   | Allemagne                                    | 1930                             | Max Josef Goos & August Koenemann   | Violet              |
| Clematis patens 'Miss Strick'                        | France                                       | 1908                             | Barbier et Co                       | Violet              |
| Clematis patens 'Miss Tookyoo'                       | Japon                                        | 1985                             | Teruo Isogai                        | Bleu                |
| Clematis patens 'Mister Iks'                         | Russie                                       | 1972                             | Maria Fodorovna Sharonova           | Bleu                |
| Clematis patens 'Miyabi'                             | Japon                                        | 1983                             | Hiroshi Takeuchi                    | Rose                |
| Clematis patens 'Mizue'                              | Japon                                        | 1985                             | Hiroshi Takeuchi                    | Bleu                |
| Clematis patens 'Modèle'                             | France                                       | 1877                             | Victor Lemoine                      | Bleu                |
| Clematis patens 'Modesta'                            | France                                       | 1866                             | Modèste-Guérin                      | Bleu                |
| Clematis patens 'Momo'                               | Japon                                        | 1992                             |                                     | Rose                |
| Clematis patens 'Momotaroo'                          | Japon                                        | 1998                             | Hiroshi Takeuchi                    | Rose                |
| Clematis patens 'Monika'                             | Suède                                        | 1984                             | J. Lindmark                         | Bleu                |
| Clematis patens 'Moniuszko'                          | Pologne                                      | 1996                             | Stefan Franczak                     | Violet              |
| Clematis patens 'Monsieur Hoppe'                     | France                                       | 1955                             |                                     | Bleu                |
| Clematis patens 'Monsieur Léon Beaulieu'             |                                              |                                  |                                     | Violet              |
| Clematis patens 'Monstrosa'                          | Belgique                                     | 1854                             | Louis Van Houtte                    | Blanc               |
| Clematis patens 'Monte Cassino'                      | Pologne                                      | 1975                             | Stefan Franczak                     | Rouge               |
| Clematis patens 'Moonlight'                          |                                              |                                  |                                     | Blanc               |
| Clematis patens 'Morika Oké'                         | Royaume-Uni                                  | 1874                             | Charles Noble                       | Violet              |
| Clematis patens 'Morning Cloud'                      |                                              |                                  |                                     | Blanc               |
| Clematis patens 'Motiiv'                             | Estonie                                      | 1982                             | Uno Kivistik                        | Rose                |
| Clematis patens 'Moto'                               | Estonie                                      | 1982                             | Uno Kivistik                        | Bleu                |
| Clematis patens 'Moulin Rouge'                       | Japon                                        | 1994                             | Hiroshi Hayakawa                    | Rouge               |
| Clematis patens 'Mr Badger'                          | Royaume-Uni                                  | 1875                             | John Standish                       | Violet              |
| Clematis patens 'Mr Lincoln'                         | Japon                                        |                                  | Hiroshi Hayakawa                    | Rose                |
| Clematis patens 'Mrs Baker'                          |                                              | 1910                             |                                     | Blanc               |
| Clematis patens 'Mrs Barr'                           | Royaume-Uni                                  |                                  | John Standish                       | Blanc               |
| Clematis patens 'Mrs Bush'                           |                                              |                                  |                                     | Bleu                |
| Clematis patens 'Mrs Charles Malmo'                  |                                              | 1934                             |                                     | Bleu                |
| Clematis patens 'Mrs Cholmondeley'                   | Royaume-Uni                                  | 1873                             | Charles Noble                       | Bleu                |
| Clematis patens 'Mrs Colmanday'                      | Japon                                        |                                  | Yoshio Kitajima                     | Rose                |
| Clematis patens 'Mrs George Jackman'                 | Royaume-Uni                                  | 1873                             | George Jackman                      | Blanc               |
| Clematis patens 'Mrs Mitchell Innes'                 | Royaume-Uni                                  | 1876                             | Isaac Anderson-Henry                | Bleu                |
| Clematis patens 'Mrs Henry Wood'                     |                                              | 1892                             |                                     | Bleu                |
| Clematis patens 'Mrs Hewett'                         | Royaume-Uni                                  | 1875                             | John Standish                       | Blanc               |
| Clematis patens 'Mrs Hope'                           | Royaume-Uni                                  | 1875                             | George Jackman                      | Bleu                |
| Clematis patens 'Mrs Howard Vyse'                    | Royaume-Uni                                  | 1872                             | Charles Noble                       | Blanc               |
| Clematis patens 'Mrs James Baker'                    |                                              |                                  |                                     | Rouge               |
| Clematis patens 'Mes James Bateman'                  | Royaume-Uni                                  | 1867                             | George Jackman                      | Violet              |
| Clematis patens 'Mrs James Mason'                    | Royaume-Uni                                  | 1984                             | Barry Fretwell                      | Rose                |
| Clematis patens 'Mrs Melville'                       | Royaume-Uni                                  | 1876                             | Isaac Anderson-Henry                | Violet              |
| Clematis patens 'Mrs Moore'                          | Royaume-Uni                                  | 1871                             | George Jackman                      | Blanc               |
| Clematis patens 'Mrs Nasmyth'                        | Royaume-Uni                                  | 1867                             | Thomas Cripps                       | Blanc               |
| Clematis patens 'Mrs N. Thompson'                    | Royaume-Uni                                  | 1954                             | Walter Pennell                      | Violet              |
| Clematis patens 'Mrs P.B. Truax'                     | Royaume-Uni                                  | 1939                             | George Jackman                      | Bleu                |
| Clematis patens 'Mrs P.T. James'                     | États-Unis                                   | 1965                             | Wayside Gardens Company             | Bleu                |
| Clematis patens 'Mrs Quilter'                        | Royaume-Uni                                  | 1875                             | John Standish                       | Blanc               |
| Clematis patens 'Mrs S.C. Baker'                     | Royaume-Uni                                  | 1875                             | H. Cobbett                          | Rose                |
| Clematis patens 'Mrs Spencer Castle'                 | Royaume-Uni                                  | 1913                             | George Jackman                      | Rose                |
| Clematis patens 'Mrs Villiers Lister'                | Royaume-Uni                                  | 1873                             | Charles Noble                       | Blanc               |
| Clematis patens 'Mr Vanunu'                          | Royaume-Uni                                  | 1992                             | E. Rodker                           | Blanc               |
| Clematis patens 'Multi Blue'                         | Pays-Bas                                     | 1983                             | Bouter & Zoon                       | Bleu                |
| Clematis patens 'Multi Young'                        | Japon                                        | 1994                             | Hiroshi Hayakawa                    | Bleu                |
| Clematis patens 'Mu Meri'                            | Estonie                                      | 1981                             | Uno Kivistik                        | Bleu                |
| Clematis patens 'Murasakimaru'                       | Japon                                        |                                  | Seejuuroo Arai                      | Bleu                |
| Clematis patens 'Murasaki-no-mai'                    | Japon                                        | 1992                             | Toyohiko Iwai                       | Bleu                |
| Clematis patens 'Murasaki-no-yoso'oi'                | Japon                                        | 1990                             | Hiroshi Hayakawa                    | Rouge               |
| Clematis patens 'Murasakishikibu'                    | Japon                                        |                                  | kozo Sugimoto                       | Rouge               |
| Clematis patens 'Muroo'                              | Japon                                        | 1993                             | Eesuke Okuboo                       | Blanc               |
| Clematis patens 'Musashino'                          | Japon                                        |                                  | Gen Sakurai                         | Blanc               |
| Clematis patens 'Myoojoo'                            | Japon                                        | 1986                             | Seejuuroo Arai                      | Bleu                |
| Clematis patens 'Myookoo'                            | Japon                                        |                                  | Sakata no Tane Co.                  | Rose                |
| Clematis patens 'Myoyo'                              | Japon                                        |                                  |                                     | Rouge               |
| Clematis patens 'Naaber'                             | Estonie                                      | 1979                             | Uno Kivistik                        | Violet              |
| Clematis patens 'Nabekura'                           | Japon                                        |                                  | Masayoshi Okuboo                    | Rouge               |
| Clematis patens 'Nachi'                              | Japon                                        |                                  | Kichiya Shiozaki                    | Blanc               |
| Clematis patens 'Nachtmusic'                         | Japon                                        | 1992                             | Fukutaroo Miyata                    | Bleu                |
| Clematis patens 'Nadezhda'                           | Ukraine                                      | 1965                             | Margarita Alekseevna Beskaravainaja | Rose                |
| Clematis patens 'Nagara'                             | Japon                                        | 1992                             | kozo Sugimoto                       | Bleu                |
| Clematis patens 'Nakts'                              | Lettonie                                     | 1982                             | J. Ruplens                          | Violet              |
| Clematis patens 'Nara'                               | Japon                                        |                                  | Fumio Hagiwara                      | Rouge               |
| Clematis patens 'Natacha'                            | Suède                                        | 1985                             | Krister Cedergren                   | Violet              |
| Clematis patens 'Natali'                             |                                              |                                  |                                     | Violet              |
| Clematis patens 'Natascha'                           | Allemagne                                    | 1984                             | Friedrich Manfred Westphal          | Rose                |
| Clematis patens 'Negritianka'                        | Ukraine                                      | 1964                             | Mikhail Ivanovich Orlov             | Rose                |
| Clematis patens 'Negus'                              | Russie                                       | 1972                             | Maria Fodorovna Sharonova           | Bleu                |
| Clematis patens 'Nelly Koster'                       |                                              | 1895                             | Koster & Zonen                      | Blanc               |
| Clematis patens 'Nelly Moser'                        | France                                       | 1897                             | Moser                               | Rose                |
| Clematis patens 'Neodynamia'                         | Suède                                        | 1951                             | Magnus Johnson                      | Violet              |
| Clematis patens 'Neodynamia's Son'                   | Allemagne                                    | 1989                             | Werner Stastny                      | Violet              |
| Clematis patens 'Neptun'                             | Ukraine                                      | 1969                             | Mikhail Ivanovich Orlov             | Violet              |
| Clematis patens 'Nero'                               | Royaume-Uni                                  | 1877                             | George Jackman                      | Violet              |
| Clematis patens 'Nevka'                              |                                              |                                  |                                     | Violet              |
| Clematis patens 'Nezhdannyi'                         | Ukraine                                      | 1958                             | A N Volosenko-Valenis               | Violet              |
| Clematis patens 'Nezhnost'                           | Ukraine                                      | 1964                             | Mikhail Ivanovich Orlov             | Rose                |
| Clematis patens 'Nichirin'                           | Japon                                        | 1992                             | Hiroshi Hayakawa                    | Rouge               |
| Clematis patens 'Nigricans'                          | France                                       | 1872                             | Pépinières Simon-Louis              | Rouge               |
| Clematis patens 'Niji'                               | Japon                                        |                                  | Hiroshi Takeuchi                    | Rose                |
| Clematis patens 'Nikitskii Lazurnyi'                 | Ukraine                                      | 1960                             | A N Volosenko-Valenis               | Bleu                |
| Clematis patens 'Nikitskii Rozovyi'                  | Ukraine                                      | 1965                             | A N Volosenko-Valenis               | Rose                |
| Clematis patens 'Nikolai Rubtosv'                    | Ukraine                                      | 1967                             | A N Volosenko-Valenis               | Rose                |
| Clematis patens 'Niobe'                              | Pologne                                      | 1975                             | Wladyslaw Noll                      | Rouge               |
| Clematis patens 'Nivea'                              | France                                       | 1862                             | Victor Lemoine                      | Bleu                |
| Clematis patens 'Nojiri'                             | Japon                                        |                                  | Sakata Seeds & Plants Co            | Rose                |
| Clematis patens 'Noohime'                            | Japon                                        | 1994                             | Hiroshi Hayakawa                    | Rouge               |
| Clematis patens 'Nordstern'                          | Allemagne                                    | 1930                             | Max Josef Goos & August Koenemann   | Violet              |
| Clematis patens 'Norfolk Queen'                      | Royaume-Uni                                  |                                  | Jean Rowe                           | Blanc               |
| Clematis patens 'Norikua'                            | Japon                                        |                                  | Sakata no Tane Co.                  | Rouge               |
| Clematis patens 'Norma'                              | France                                       | 1895                             | Victor Lemoine                      | Violet              |
| Clematis patens 'North Star'                         | Royaume-Uni                                  | 1988                             | Frank Watkinson                     | Bleu                |
| Clematis patens 'Nozomi'                             | Japon                                        | 1991                             | Hideo Sakurai                       | Rouge               |
| Clematis patens 'Nuit de Chine'                      | France                                       | 1995                             | Monique BLAIN                       | Violet              |
| Clematis patens 'Omoshiro'                           | Japon                                        | 1988                             | Hiroshi Hayakawa                    | Blanc               |
| Clematis patens 'Oborozuki'                          | Japon                                        | 1954                             | Gen Sakurai                         | Bleu                |
| Clematis patens 'Obroncow Westerplatte'              | Pologne                                      |                                  | Wladyslaw Noll                      |                     |
| Clematis patens 'Odyssée'                            | France                                       | 1907                             | Victor Lemoine                      | Rose                |
| Clematis patens 'Oktiabrenok'                        | Russie                                       | 1983                             | V. Reinwald                         | Rouge               |
| Clematis patens 'Olimpiada-80'                       | Ukraine                                      | 1973                             | Margarita Alekseevna Beskaravainaja | Rose                |
| Clematis patens 'Optimist'                           | Estonie                                      | 1982                             | Uno Kivistik                        | Bleu                |
| Clematis patens 'Ordenstern'                         | Allemagne                                    | 1930                             | Max Josef Goos & August Koenemann   | Violet              |
| Clematis patens 'Ornata'                             | France                                       | 1872                             | Victor Lemoine                      | Violet              |
| Clematis patens 'Ostrich Plume'                      | États-Unis                                   | 1896                             | Luther Burbank                      | Blanc               |
| Clematis patens 'Otto Fröbel'                        | France                                       | 1865                             | Victor Lemoine                      | Blanc               |
| Clematis patens 'Ouekivi'                            | Estonie                                      | 1981                             | Uno Kivistik                        | Violet              |
| Clematis patens 'Ozawa-no-ichigoo'                   | Japon                                        |                                  | Kazushige Ozawa                     | Rouge               |
| Clematis patens 'Ozawa-no-nigoo'                     | Japon                                        |                                  | Kazushige Ozawa                     | Rouge               |
| Clematis patens 'Ozawa-no-sangoo'                    | Japon                                        |                                  | Kazushige Ozawa                     | Rouge               |
| Clematis patens 'Ozawa-no-shiro'                     | Japon                                        |                                  | Kazushige Ozawa                     | Blanc               |
| Clematis patens 'Ozawa-no-yongoo'                    | Japon                                        |                                  | Kazushige Ozawa                     | Rouge               |
| Clematis patens 'Paadimees'                          | Estonie                                      | 1982                             | Uno Kivistik                        | Bleu                |
| Clematis patens 'Paala'                              | Estonie                                      | 1981                             | Uno Kivistik                        | Rose                |
| Clematis patens 'Paddington'                         | Royaume-Uni                                  | 1991                             | Frank Watkinson                     | Violet              |
| Clematis patens 'Pafar'                              | Royaume-Uni                                  | 1995                             | Barry Fretwell                      | Rose                |
| Clematis patens 'Päkapikk'                           | Estonie                                      | 1982                             | Uno Kivistik                        | Bleu                |
| Clematis patens 'Pallida'                            | Japon                                        | 1850                             | Robert Fortune                      | Bleu                |
| Clematis patens 'Pamiast John Lennon'                | Russie                                       | 1981                             | V. Reinwald                         | Violet              |
| Clematis patens 'Pani Khelena'                       | Russie                                       | 1980                             | V. Reinwald                         | Violet              |
| Clematis patens 'Paola'                              |                                              |                                  |                                     | Bleu                |
| Clematis patens 'Papa Christen'                      |                                              | 1897                             | M. Bellanger                        | Bleu                |
| Clematis patens 'Parasol'                            | Royaume-Uni                                  | 1988                             | Frank Watkinson                     | Rose                |
| Clematis patens 'Parmia Segdas'                      |                                              |                                  |                                     |                     |
| Clematis patens 'Pat Coleman'                        |                                              |                                  |                                     | Rose                |
| Clematis patens 'Patensella'                         | Suède                                        | 1989                             | Magnus Johnson                      | Rose                |
| Clematis patens 'Patricia Ann'                       | Royaume-Uni                                  | 1988                             | Frank Watkinson                     | Violet              |
| Clematis patens 'Patricia Ann Fretwell'              | Royaume-Uni                                  | 1995                             | Barry Fretwell                      | Rose                |
| Clematis patens 'Paul Avenel'                        | France                                       | 1907                             | Christen                            | Bleu                |
| Clematis patens 'Pearl pink'                         | Japon                                        |                                  | Hiroshi Hayakawa                    | Rose                |
| Clematis patens 'Pennell's Purity'                   | Royaume-Uni                                  | 1963                             | Walter Pennell                      | Blanc               |
| Clematis patens 'Percy Lake'                         | Royaume-Uni                                  | 1954                             | Walter Pennell                      | Bleu                |
| Clematis patens 'Percy Picton'                       | Royaume-Uni                                  |                                  | Percy Picton                        | Rose                |
| Clematis patens 'Percy Robinson'                     | Royaume-Uni                                  | 1954                             | Walter Pennell                      | Bleu                |
| Clematis patens 'Perfecta'                           | France                                       | 1867                             | Pépinières Simon-Louis              | Rose                |
| Clematis patens 'Perfection'                         | Suisse                                       | 1876                             | O. Fröebel                          | Bleu                |
| Clematis patens 'Perla Baltykuv'                     | Pologne                                      | 1996                             | Stefan Franczak                     | Bleu                |
| Clematis patens 'Përle'                              |                                              | 1982                             | J. Ruplens                          | Violet              |
| Clematis patensPerle d'Azur'                         | France                                       | 1885                             | François Morel                      | Bleu                |
| Clematis patens 'Pervenets'                          | Ukraine                                      | 1962                             | Mikhail Ivanovich Orlov             | Violet              |
| Clematis patens 'Peter Cox'                          | Royaume-Uni                                  | 1990                             | Jean Rowe                           | Blanc               |
| Clematis patens 'Peter Pan'                          | Allemagne                                    |                                  | Friedrich Manfred Westphal          | Blanc               |
| Clematis patens 'Petrarch'                           | Royaume-Uni                                  | 1877                             | George Jackman                      | Blanc               |
| Clematis patens 'Peveril Pearl'                      | Royaume-Uni                                  | 1979                             | Barry Fretwell                      | Rose                |
| Clematis patens 'Phoenix'                            | Suède                                        | 1958                             | Magnus Johnson                      | Bleu                |
| Clematis patens 'Piccadilly'                         |                                              |                                  |                                     | Blanc               |
| Clematis patens 'Picturata'                          | Royaume-Uni                                  | 1877                             | George jackman                      | Bleu                |
| Clematis patens 'Piilu'                              | Estonie                                      | 1984                             | Uno Kivistik                        | Rose                |
| Clematis patens 'Pile'                               | Estonie                                      | 1987                             | Uno Kivistik                        | Violet              |
| Clematis patens 'Pink Cameo'                         | États-Unis                                   | 1994                             | Jim Van Laeken                      | Rose                |
| Clematis patens 'Pink Celebration'                   |                                              |                                  |                                     | Rose                |
| Clematis patens 'Pink Champagne'                     | Japon                                        | 1980                             | Kazushige Ozawa                     | Rose                |
| Clematis patens 'Pink Chiffon'                       | Royaume-Uni                                  | 1945                             | Percy Picton                        | Rose                |
| Clematis patens 'Pink Fantasy'                       | Canada                                       |                                  |                                     | Rose                |
| Clematis patens 'Pink Lady'                          | Japon                                        |                                  | Sakata no Tane Co.                  | Rose                |
| Clematis patens 'Pink Pearl'                         | Japon                                        |                                  | Nippon Kaki                         | Rose                |
| Clematis patens 'Piotr Skaga'                        | Pologne                                      | 1988                             | Stefan Franczak                     | Violet              |
| Clematis patens 'Pirate King'                        | Royaume-Uni                                  | 1881                             | Charles Noble                       | Violet              |
| Clematis patens 'Pöhjanael'                          | Estonie                                      | 1981                             | Uno Kivistik                        | Bleu                |
| Clematis patens 'Polarclicht'                        |                                              |                                  |                                     | Bleu                |
| Clematis patens 'Poliarnaia Zvezdav                  | Ukraine                                      | 1971                             | Mikhail Ivanovich Orlov             | Blanc               |
| Clematis patens 'Poliarny'                           | Ukraine                                      | 1968                             | Mikhail Ivanovich Orlov             | Blanc               |
| Clematis patens 'Polish Spirit'                      | Pologne                                      | 1984                             | Stefan Franczak                     | Violet              |
| Clematis patens 'Polskaia Varshavianka'              | Ukraine                                      | 1977                             | Mikhail Ivanovich Orlov             | Violet              |
| Clematis patens 'Postiness'                          | Estonie                                      | 1977                             | Uno Kivistik                        | Violet              |
| Clematis patens 'Poulala'                            | Danemark                                     | 1970                             | Poulsen                             | Blanc               |
| Clematis patens 'Poulvo'                             | Danemark                                     | 1970                             | Poulsen                             | Rose                |
| Clematis patens 'Premier'                            | Royaume-Uni                                  | 1873                             | Charles Noble                       | Rose                |
| Clematis patens 'Président Blanchet'                 | France                                       | 1888                             | Auguste Boisselot                   |                     |
| Clematis patens 'Président G.G. Huot'                | France                                       | 1860                             | Carré                               | Blanc               |
| Clematis patens 'Président Grévy'                    | France                                       | 1898                             | Christen                            | Rose                |
| Clematis patens 'Prilaltika'                         | Russie                                       | 1972                             | Maria Fodorovna Sharonova           | Bleu                |
| Clematis patens 'Prince Alfred of Edinburh'          | Royaume-Uni                                  | 1875                             | George Jackman                      | Bleu                |
| Clematis patens 'Prince Charles'                     | Nouvelle-Zélande                             | 1975                             | Alister Keay                        | Bleu                |
| Clematis patens 'Prince of Wales'                    | Royaume-Uni                                  | 1875                             | Charles Noble                       | Violet              |
| Clematis patens 'Prince Philipp'                     | États-Unis                                   | 1977                             | Arthur H. Steffen Junior            | Violet              |
| Clematis patens 'Prince Red'                         | Japon                                        |                                  | Kiyoshi Kashimoto                   | Rose                |
| Clematis patens 'Princess Beatrice'                  | Royaume-Uni                                  | 1882                             | Charles Noble                       | Rose                |
| Clematis patens 'Princess Louise'                    | Royaume-Uni                                  | 1872                             | George Jackman                      | Bleu                |
| Clematis patens 'Princess Mary'                      | Royaume-Uni                                  | 1879                             | Charles Noble                       | Rose                |
| Clematis patens 'Princess Of Wales'                  | Royaume-Uni                                  | 1875                             | George Jackman                      | Bleu                |
| Clematis patens 'Princesse Alexandra'                | Danemark                                     | 1991                             | F. Hansen                           | Rose                |
| Clematis patens 'Prins Hendrix'                      | Pays-Bas                                     | 1908                             | P. Goedt                            | Bleu                |
| Clematis patens 'Priznanie'                          | Ukraine                                      | 1975                             | Margarita Alekseevna Beskaravainaja | Violet              |
| Clematis patens 'Proteus'                            | Royaume-Uni                                  | 1876                             | Charles Noble                       | Bleu                |
| Clematis patens 'Pulcherrima'                        | Royaume-Uni                                  | 1867                             | Thomas Cripps                       | Blanc               |
| Clematis patens 'Pulmapäev'                          | Estonie                                      | 1987                             | Uno Kivistik                        | Blanc               |
| Clematis patens 'Pureness & Please'                  | Japon                                        |                                  | Kiyoshi Kashimoto                   | Blanc               |
| Clematis patens 'Purity'                             | Australie                                    |                                  |                                     | Blanc               |
| Clematis patens 'Purpurea'                           |                                              |                                  |                                     | Violet              |
| Clematis patens 'Queen Alexandra'                    | Royaume-Uni                                  | 1912                             | George Jackman                      | Blanc               |
| Clematis patens 'Queen Guinevere'                    | Royaume-Uni                                  | 1869                             | Charles Noble                       | Blanc               |
| Clematis patens 'Queen of Lavender'                  | Royaume-Uni                                  | 1877                             | Thomas Cripps                       | Bleu                |
| Clematis patens 'Radiant'                            |                                              | 1988                             | Frank Watkinson                     | Bleu                |
| Clematis patens 'Radost'                             | Ukraine                                      | 1967                             | Mikhail Ivanovich Orlov             | Violet              |
| Clematis patens 'Ragamuffin'                         | Royaume-Uni                                  | 1987                             | Ken Pyne                            | Rose                |
| Clematis patens 'Rahvarinne'                         | Estonie                                      | 1985                             | Uno Kivistik                        | Violet              |
| Clematis patens 'Ramona'                             | États-Unis                                   | 1988                             | Jackson & Perkins                   | Bleu                |
| Clematis patens 'Rassvet'                            | Ukraine                                      | 1972                             | Margarita Alekseevna Beskaravainaja | Blanc               |
| Clematis patens 'Red pearl'                          | Japon                                        | 1992                             | kozo Sugimoto                       | Rose                |
| Clematis patens 'Red star'                           | Japon                                        | 1995                             | Takashi Watanabe                    | Rouge               |
| Clematis patens 'Regenbogen'                         | Allemagne                                    | 1930                             | Max Josef Goos & August Koenemann   | Rouge               |
| Clematis patens 'Regency'                            |                                              | 1999                             |                                     | Rouge               |
| Clematis patens 'Regina'                             | Pologne                                      | 1996                             | Stefan Franczak                     | Rose                |
| Clematis patens 'Reginae'                            | France                                       | 1855                             | Isaac Anderson-Henry                | Bleu                |
| Clematis patens 'Reiman'                             | Estonie                                      | 1987                             | Uno Kivistik                        | Violet              |
| Clematis patens 'Reine blanche'                      | Royaume-Uni                                  | 1877                             | Henry Cobbett                       | Blanc               |
| Clematis patens 'Reine blanche'                      | France                                       | 18777                            | Victor Lemoine                      | Blanc               |
| Clematis patens 'Reine des bleues'                   | France                                       | 1882                             | Auguste Boisselot                   | Violet              |
| Clematis patens 'Reine des bleues'                   | France                                       | 1907                             | D. Dauvesse                         | Bleu                |
| Clematis patens 'Reine des doubles'                  | France                                       | 1898                             | François Gerbeaux                   | Blanc               |
| Clematis patens 'Reino'                              | Estonie                                      | 1986                             | Uno Kivistik                        |                     |
| Clematis patens 'Reito'                              | Japon                                        | 1994                             | Hiroshi Hayakawa                    | Violet              |
| Clematis patens 'Reiu'                               | Estonie                                      | 1983                             | Uno Kivistik                        | Rose                |
| Clematis patens 'Renata'                             | Pologne                                      | 1996                             | Stefan Franczak                     | Blanc               |
| Clematis patens 'Renaultii coerulea grandiflora'     | France                                       | 1869                             | D. Dauvesse                         | Violet              |
| Clematis patens 'Rendatleri'                         | France                                       | 1867                             | Carré                               | Blanc               |
| Clematis patens 'René Allégret'                      |                                              | 1898                             |                                     | Bleu                |
| Clematis patens 'René Cassegrain'                    |                                              | 1935                             | Grandes Roseraies                   | Violet              |
| Clematis patens 'René Moser'                         | France                                       | 1896                             | François Morel                      | Rose                |
| Clematis patens 'Renge'                              | Japon                                        |                                  |                                     | Rose                |
| Clematis patens 'Requiem'                            | Japon                                        | 1991                             | Fukutaroo Miyata                    | Bleu                |
| Clematis patens 'Reverend Canon Oakley'              | Royaume-Uni                                  | 1863                             | T. Townsend                         |                     |
| Clematis patens 'Rhapsody'                           | Royaume-Uni                                  | 1996                             | Barry Fretwell                      | Bleu                |
| Clematis patens 'Rhapsody' (Watkinson]               | Royaume-Uni                                  | 1988                             | Frank Watkinson                     | Bleu                |
| Clematis patens 'Richard Pennell'                    | Royaume-Uni                                  | 1962                             | Walter Pennell                      | Violet              |
| Clematis patens 'Rimbu'                              | Japon                                        | 1983                             | Hiroshi Takeuchi                    | Bleu                |
| Clematis patens 'Ristimägi'                          | Estonie                                      | 1982                             | Uno Kivistik                        | Violet              |
| Clematis patens 'Ritenitis'                          | Lettonie                                     | 1975                             | M. Taurite                          | Violet              |
| Clematis patens 'Rituaal'                            | Estonie                                      | 1985                             | Uno Kivistik                        |                     |
| Clematis patens 'Robert Hanbury'                     | Royaume-Uni                                  | 1874                             | George Jackman                      | Bleu                |
| Clematis patens 'Rohutirs'                           | Estonie                                      | 1981                             | Uno Kivistik                        | Blanc               |
| Clematis patens 'Roko'                               | Estonie                                      | 1982                             | Uno Kivistik                        | Violet              |
| Clematis patens 'Roko-Kolla'                         | Estonie                                      | 1982                             | Uno Kivistik                        | Blanc               |
| Clematis patens 'Romantika'                          | Estonie                                      | 1983                             | Uno Kivistik                        | Violet              |
| Clematis patens 'Roobu'                              | Estonie                                      | 1984                             | Uno Kivistik                        | Blanc               |
| Clematis patens 'Roogola'                            | Estonie                                      | 1980                             | Uno Kivistik                        | Blanc               |
| Clematis patens 'Rooran'                             | Japon                                        | 1995                             | Masako Takeuchi                     | Rose                |
| Clematis patens 'Rosace'                             | France                                       | 1907                             | Masako Takeuchi                     | Blanc               |
| Clematis patens 'Rosamunde'                          | Allemagne                                    | 2000                             | Willem Straver                      | Rose                |
| Clematis patens 'Rosa Königskind'                    | Allemagne                                    | 1994                             | Friedrich Manfred Westphal          | Rose                |
| Clematis patens 'Rose Richardson'                    | Japon                                        |                                  | Nihon Kaki Co.                      | Rose                |
| Clematis patens 'Rose supreme'                       | Royaume-Uni                                  | 1988                             | Frank Watkinson                     | Rose                |
| Clematis patens 'Rouge cardinal'                     | France                                       | 1968                             | André Girault                       | Rouge               |
| Clematis patens 'Royal purple'                       | Royaume-Uni                                  | 1877                             | George Jackman                      | Rouge               |
| Clematis patens 'Royalty'                            | Royaume-Uni                                  | 1985                             | John Treasure                       | Violet              |
| Clematis patens 'Rozalia'                            | Pologne                                      | 1972                             | Stefan Franczak                     | Rose                |
| Clematis patens 'Rubella'                            | Royaume-Uni                                  | 1858                             | Stefan Franczak                     | Violet              |
| Clematis patens 'Rubroviolacea'                      | Royaume-Uni                                  | 1858                             | Stefan Franczak                     | Violet              |
| Clematis patens 'Ruby anniversary'                   | Royaume-Uni                                  | 1988                             | Frank Watkinson                     | Rouge               |
| Clematis patens 'Ruby glow'                          | Canada                                       |                                  |                                     | Violet              |
| Clematis patens 'Rudolf Vladimirovich Kamelin'       | Russie                                       | 1983                             | V. Reinwald                         | Violet              |
| Clematis patens 'Rupplieaux'                         | Suède                                        | 1981                             | Magnus Johnson                      | Rose                |
| Clematis patens 'Rutu'                               | Estonie                                      | 1982                             | Uno Kivistik                        | Bleu                |
| Clematis patens 'Ruudi'                              | Estonie                                      | 1981                             | Uno Kivistik                        | Bleu                |
| Clematis patens 'Ruut'                               | Estonie                                      | 1982                             | Uno Kivistik                        | Violet              |
| Clematis patens 'Ruutel'                             | Estonie                                      | 1982                             | Uno Kivistik                        | Rouge               |
| Clematis patens 'Snow Queen'                         | Nouvelle-Zélande                             | 1958                             | W. S. Callick                       | Rose                |
| Clematis patens 'Star of India'                      | Royaume-Uni                                  | 1867                             | Thomas Cripps                       | Violet              |
| Clematis patens 'Sunset'                             | États-Unis                                   | 1990                             | Arthur H. Steffen Junior            | Rouge               |
| Clematis patens 'Sympatia'                           | Pologne                                      | 1978                             | Stefan Franczak                     | Violet              |
| Clematis patens 'Syrena'                             | Pologne                                      | 1969                             | Stefan Franczak                     | Rouge               |
| Clematis patens 'Taevasina'                          | Estonie                                      | 1983                             | Uno Kivistik                        | Violet              |
| Clematis patens 'Taiheiyoo'                          | Japon                                        | 1995                             | Masako Takeuchi                     | Blanc               |
| Clematis patens 'Takatoo'                            | Japon                                        |                                  | Sakata no Tane Co.                  | Rouge               |
| Clematis patens 'Taktika'                            | Estonie                                      | 1984                             | Uno Kivistik                        | Bleu                |
| Clematis patens 'Talisman'                           | Ukraine                                      | 1972                             | Mikhail Ivanovich Orlov             | Violet              |
| Clematis patens 'Talunik'                            | Estonie                                      | 1987                             | Uno Kivistik                        | Bleu                |
| Clematis patens 'Tamula'                             | Estonie                                      | 1983                             | Uno Kivistik                        | Violet              |
| Clematis patens 'Tanigawa'                           | Japon                                        |                                  | Sootaroo Nara                       | Bleu                |
| Clematis patens 'Tartu'                              | Estonie                                      | 1983                             | Uno Kivistik                        | Rose                |
| Clematis patens 'Taryu'                              | Japon                                        |                                  | Hideo Sakurai                       |                     |
| Clematis patens 'Tateshima'                          | Japon                                        | 1986                             | Sakata Seeds & Plants Co            | Violet              |
| Clematis patens 'Tateyama'                           | Japon                                        | 1990                             | Sakata Seeds & Plant Co             | Bleu                |
| Clematis patens 'Teele'                              | Estonie                                      | 1983                             | Uno Kivistik                        | Rose                |
| Clematis patens 'Teksa'                              | Estonie                                      | 1981                             | Uno Kivistik                        | Rose                |
| Clematis patens 'Telimena'                           | Pologne                                      | 1996                             | Stefan Franczak                     | Rouge               |
| Clematis patens 'Tempo'                              | Estonie                                      | 1980                             | Uno Kivistik                        | Bleu                |
| Clematis patens 'Tentel'                             | Estonie                                      | 1984                             | Uno Kivistik                        | Rose                |
| Clematis patens 'Teshio'                             | Japon                                        |                                  | Tasuku Taneko                       | Bleu                |
| Clematis patens 'Thamara'                            | France                                       | 1935                             | Victor Lemoine                      | Bleu                |
| Clematis patens 'The bride'                          | Royaume-Uni                                  | 1924                             | George Jackman                      | Blanc               |
| Clematis patens 'The comet'                          | Royaume-Uni                                  | 1983                             | Ken Pyne                            | Rose                |
| Clematis patens 'The czar'                           | Royaume-Uni                                  | 1867                             | Thomas Cripps                       | Violet              |
| Clematis patens 'The First Lady'                     | États-Unis                                   | 1978                             | Arthur H. Steffen Junior            | Bleu                |
| Clematis patens 'The kelpie'                         | Royaume-Uni                                  | 1877                             | Charles Noble                       | Bleu                |
| Clematis patens 'Kelpie's bride'                     | Royaume-Uni                                  | 1877                             | Charles Noble                       | Blanc               |
| Clematis patens 'The president'                      | Royaume-Uni                                  | 1873                             | Charles Noble                       | Bleu                |
| Clematis patens 'The Queen'                          | Royaume-Uni                                  | 1871                             | George Jackman                      | Bleu                |
| Clematis patens 'The shah'                           | Royaume-Uni                                  | 1877                             | H. Cobbett                          | Violet              |
| Clematis patens 'The vagabond'                       | Royaume-Uni                                  | 1984                             | Ken Pyne                            | Bleu                |
| Clematis patens 'The velvet'                         | Japon                                        | 1990                             | Hiroshi Hayakawa                    | Violet              |
| Clematis patens 'Thomas Moore'                       | Royaume-Uni                                  | 1867                             | George Jackman                      | Bleu                |
| Clematis patens 'Thomas Tennant'                     | Royaume-Uni                                  | 1876                             | Isaac Anderson-Henry                | Blanc               |
| Clematis patens 'Thyrislund'                         | Royaume-Uni                                  |                                  |                                     | Bleu                |
| Clematis patens 'Tie dye                             | États-Unis                                   | 2000                             | James P. Van Laeken                 | Bleu                |
| Clematis patens 'Tiiu'                               | Japon                                        | 2007                             | Kozo Sugimoto                       |                     |
| Clematis patens 'Tiivi'                              | Estonie                                      | 1982                             | Uno Kivistik                        | Rose                |
| Clematis patens 'Tillicum'                           |                                              |                                  |                                     | Bleu                |
| Clematis patens 'Tiomnaia Noch'                      |                                              |                                  |                                     |                     |
| Clematis patens 'Tömmu'                              | Estonie                                      | 1981                             | Uno Kivistik                        | Violet              |
| Clematis patens 'Tomoshibi'                          | Japon                                        |                                  | Tomoaki Okuboo                      | Bleu                |
| Clematis patens 'Tonegawa'                           | Japon                                        |                                  | Hiroshi Takeuchi                    | Bleu                |
| Clematis patens 'Tonkoo'                             | Japon                                        | 1992                             | Masako Takeuchi                     | Rose                |
| Clematis patens 'Toori'                              | Japon                                        |                                  | Hiroshi Takeuchi                    | Rose                |
| Clematis patens 'Torleif'                            | Suède                                        | 1952                             | Magnus Johnson                      | Violet              |
| Clematis patens 'Treve'                              | Estonie                                      | 1983                             | Uno Kivistik                        | Rose                |
| Clematis patens 'Trianon'                            | France                                       | 1964                             | André Girault                       | Rose                |
| Clematis patens 'Triibu'                             | Estonie                                      | 1985                             | Uno Kivistik                        | Rose                |
| Clematis patens 'Trikatrei'                          | Estonie                                      | 1984                             | Uno Kivistik                        | Violet              |
| Clematis patens 'Triumf'                             | Ukraine                                      | 1966                             | Mikhail Ivanovich Orlov             | Violet              |
| Clematis patens 'Triumphant'                         | Royaume-Uni                                  | 1867                             | Thomas Cripps                       |                     |
| Clematis patens 'Tsubakuro'                          | Japon                                        |                                  | Sakata no Tane Co.                  | Rouge               |
| Clematis patens 'Tsukigase'                          | Japon                                        | 1994                             | Eesuke Okuboo                       |                     |
| Clematis patens 'Tsuki-no-yoso'oi'                   | Japon                                        |                                  | Hiroshi Hayakawa                    | Blanc               |
| Clematis patens 'Tsuru-no-mai'                       | Japon                                        | 1992                             | Hiroshi Takeuchi                    | Blanc               |
| Clematis patens 'Tsuzuki'                            | Japon                                        | 1982                             | Kazushige Ozawa                     | Blanc               |
| Clematis patens 'Tuchka'                             | Russie                                       | 1972                             | Maria Fodorovna Sharonova           | Bleu                |
| Clematis patens 'Tudeng'                             | Estonie                                      | 1981                             | Uno Kivistik                        | Violet              |
| Clematis patens 'Tudor'                              | Allemagne                                    | 2004                             | Willem Straver                      | Rose                |
| Clematis patens 'Tunbridgensis'                      | Royaume-Uni                                  | 1866                             | Thomas Cripps                       | Rouge               |
| Clematis patens 'Tuttav'                             | Estonie                                      | 1981                             | Uno Kivistik                        | Rose                |
| Clematis patens 'Twillight'                          | Royaume-Uni                                  | 1971                             | Percy Picton                        | Rose                |
| Clematis patens 'Uhtsi'                              | Estonie                                      | 1984                             | Uno Kivistik                        | Violet              |
| Clematis patens 'Ukigumo'                            | Japon                                        | 1996                             | Masako Takeuchi                     | Blanc               |
| Clematis patens 'Ukuaro'                             | Estonie                                      | 1981                             | Uno Kivistik                        | Violet              |
| Clematis patens 'Ulrique'                            | Suède                                        | 1952                             | Magnus Johnson                      | Rose                |
| Clematis patens 'Undine'                             | Royaume-Uni                                  | 1873                             | Charles Noble                       | Bleu                |
| Clematis patens 'Uno'                                | Russie                                       | 1972                             | Maria Fodorovna Sharonova           | Bleu                |
| Clematis patens 'Unzen'                              | Japon                                        | 1957                             | Tasuku Kaneko                       | Rose                |
| Clematis patens 'Uranus'                             | France                                       |                                  | Victor Lemoine                      | Violet              |
| Clematis patens 'Uryuugawa'                          | Japon                                        | 1992                             | Masako Takeuchi                     | Bleu                |
| Clematis patens 'Uzushio'                            | Japon                                        | 1992                             | Tomoaki Okubou                      | Bleu                |
| Clematis Patens 'Varenne'                            | Allemagne                                    | 2002                             | Willem Straver                      | Violet              |
| Clematis Patens 'Ville de Lyon'                      | France                                       | 1899                             | François Morel                      | Rouge               |
| Clematis Patens 'Vivienne Beth Curry'                | Royaume-Uni                                  | 1980                             | F. Meecham                          | Violet              |
| Clematis Patens 'Vostock'                            | Ukraine                                      | 1963                             | Mikhail Ivanovich Orlov             | Violet              |
| Clematis Patens 'Vyvyan Pennell'                     | Royaume-Uni                                  | 1954                             | Walter Pennell                      | Bleu                |
| Clematis Patens 'Valge Dawam'                        | Estonie                                      | 1978                             | Uno Kivistik                        | Blanc               |
| Clematis Patens 'Valle'                              | Estonie                                      | 1982                             | Uno Kivistik                        | Blanc               |
| Clematis Patens 'Vanessa'                            | Royaume-Uni                                  | 1983                             | Vince Denny                         | Bleu                |
| Clematis Patens 'Van Houttei'                        | France                                       | 1867                             | Carré                               | Violet              |
| Clematis Patens 'Värava'                             | Estonie                                      | 1980                             | Uno Kivistik                        | Blanc               |
| Clematis Patens 'Varshava'                           | Russie                                       | 1982                             | V. Reinwald                         | Rouge               |
| Clematis Patens 'Varshavianka'                       |                                              |                                  |                                     |                     |
| Clematis Patens 'Vasara'                             | Lettonie                                     | 1982                             | Janis Ruplens                       | Blanc               |
| Clematis Patens 'Velutina Purpurea'                  | Royaume-Uni                                  | 1858                             | George Jackman                      | Violet              |
| Clematis Patens 'Venus Victrix'                      | Royaume-Uni                                  | 1876                             | Thomas Cripps                       | Violet              |
| Clematis Patens 'Veronica's Choice'                  | Royaume-Uni                                  | 1863                             | Walter Pennell                      | Blanc               |
| Clematis Patens 'Vershaffeltii'                      | France                                       | 1872                             | Carré                               | Bleu                |
| Clematis Patens 'Vesennee Oblako'                    | Ukraine                                      | 1960                             | A N Volosenko-Valenis               | Violet              |
| Clematis Patens 'Vesma'                              | Lettonie                                     | 1982                             | Janis Ruplens                       | Rose                |
| Clematis Patens 'Vesta'                              | Royaume-Uni                                  | 1871                             | George Jackman                      | Blanc               |
| Clematis Patens 'Vestale'                            | France                                       |                                  | Victor Lemoine                      | Blanc               |
| Clematis Patens 'Veste'                              | Estonie                                      | 1983                             | Uno Kivistik                        | Blanc               |
| Clematis Patens 'Vetka'                              | Estonie                                      | 1987                             | Uno Kivistik                        | Blanc               |
| Clematis Patens 'Victor Cérésole'                    | Suisse                                       | 1880                             | O. Fröebel                          | Bleu                |
| Clematis Patens 'Victoria'                           | Royaume-Uni                                  | 1867                             | Thomas Cripps                       | Violet              |
| Clematis Patens 'Victor Lemoine'                     | France                                       | 1872                             | Carré                               | Bleu                |
| Clematis Patens 'Vihma'                              | Estonie                                      | 1987                             | Uno Kivistik                        | Bleu                |
| Clematis Patens 'Viking'                             | Estonie                                      | 1986                             | Uno Kivistik                        | Bleu                |
| Clematis Patens 'Vilhelmïne Riekstina'               | Russie                                       | 1982                             | V Reinwald                          | Violet              |
| Clematis Patens 'Ville d'Angers'                     | France                                       | 1895                             | Levavasseur                         | Bleu                |
| Clematis Patens 'Ville de Limoges'                   | France                                       | 1908                             | Barbier & Co                        | Blanc               |
| Clematis Patens 'Ville de paris'                     | France                                       | 1885                             | Christen                            | Blanc               |
| Clematis Patens 'Villu'                              | Estonie                                      | 1980                             | Uno Kivistik                        | Blanc               |
| Clematis Patens 'Viola'                              | Estonie                                      | 1983                             | Uno Kivistik                        | Violet              |
| Clematis Patens 'Violacea'                           | Belgique                                     | 1860                             | D. Spaë                             | Rouge               |
| Clematis Patens 'Violacea'                           | France                                       | 1898                             | Victor Lemoine                      | Violet              |
| Clematis Patens 'Violacea'                           | Royaume-Uni                                  | 1865                             | Charles Noble                       | Bleu                |
| Clematis Patens 'Violacea'                           | Royaume-Uni                                  | 1862                             | T. Townsend                         | Violet              |
| Clematis Patens 'Vioolet Charm'                      | Royaume-Uni                                  | 1966                             | Solihull Nurseries                  | Bleu                |
| Clematis Patens 'Violet Elizabeth'                   | Royaume-Uni                                  | 1962                             | Walter Pennell                      | Rose                |
| Clematis Patens 'Violetta'                           | Allemagne                                    | 1989                             | Friedrich Manfred Westphal          | Violet              |
| Clematis Patens 'Virdzinïja'                         | Lettonie                                     | 1983                             | Vilhelmine Riekstina                | Bleu                |
| Clematis Patens 'Virginale'                          | France                                       | 1877                             | Victor Lemoine                      | Rose                |
| Clematis Patens 'Virve'                              | Estonie                                      | 1983                             | Uno Kivistik                        | Bleu                |
| Clematis Patens 'Visse'                              |                                              | 1985                             |                                     | Rouge               |
| Clematis Patens 'Vivienne Lawson'                    | Royaume-Uni                                  |                                  | Vince Denny                         | Violet              |
| Clematis Patens 'Vöimula'                            | Estonie                                      | 1982                             | Uno Kivistik                        | Violet              |
| Clematis Patens 'Voluceau'                           | France                                       | 1970                             | André Girault                       | Rouge               |
| Clematis patens 'Wakamurasaki'                       | Japon                                        |                                  | Hiroshi Hayakawa                    | Violet              |
| Clematis patens 'Walter Pennell'                     | Royaume-Uni                                  | 1961                             | Walter Pennell                      | Bleu                |
| Clematis patens 'Wanda Rutkiewicz'                   | Pologne                                      | 1993                             | Stefan Franczak                     | Blanc               |
| Clematis patens 'Waraba'                             | Japon                                        | 1995                             | Masako Takeuchi                     | Blanc               |
| Clematis patens 'Warsaw Nike'                        | Pologne                                      | 1966                             | Stefan Franczak                     | Violet              |
| Clematis patens 'Waverley'                           | États-Unis                                   | 1896                             | Luther Burbank                      | Bleu                |
| Clematis patens 'W.E. Gladstone'                     | Royaume-Uni                                  | 1881                             | Charles Noble                       | Bleu                |
| Clematis patens 'Westerplatte'                       | Pologne                                      | 1994                             | Stefan Franczak                     | Rouge               |
| Clematis patens 'White Chapel'                       | Japon                                        | 1994                             | Kozo Sugimoto                       | Blanc               |
| Clematis patens 'White Nelly Moser'                  | Allemagne                                    | 1994                             | Friedrich Manfred Westphal          | Blanc               |
| Clematis patens 'Wilhelmina Tull'                    |                                              |                                  |                                     | Violet              |
| Clematis patens 'Will Barron'                        | Canada                                       | 1970                             |                                     | Bleu                |
| Clematis patens 'Will Goodwing'                      | Royaume-Uni                                  | 1954                             | Walter Pennell                      | Bleu                |
| Clematis patens 'William Cripps'                     | Royaume-Uni                                  | 1871                             | Thomas Cripps                       | Blanc               |
| Clematis patens 'William Kennett'                    | Royaume-Uni                                  | 1875                             | George Jackman                      | Bleu                |
| Clematis patens 'Willisoni'                          | Royaume-Uni                                  | 1881                             | W. Willison                         | Bleu                |
| Clematis patens 'W.S. Callick'                       | Nouvelle-Zélande                             | 1983                             | Alister Keay                        | Rouge               |
| Clematis patens 'Wunderbar'                          | Japon                                        | 1990                             | Masako Takeuchi                     | Bleu                |
| Clematis patens 'Xerxes'                             | Royaume-Uni                                  | 1877                             | Charles Noble                       | Bleu                |
| Clematis patens 'Yabatagaya'                         | Japon                                        |                                  | Seejuuroo Arai                      | Blanc               |
| Clematis patens 'Yaegakihime'                        | Japon                                        | 1990                             | Yukiko Fukagawa                     | Bleu                |
| Clematis patens 'Yaichi'                             | Japon                                        |                                  | Yaichi Shibahara                    | Bleu                |
| Clematis patens 'Yamato'                             | Japon                                        |                                  | S. Arai                             | Bleu                |
| Clematis patens 'Yashahime'                          | Japon                                        |                                  | Hiroshi Takeuchi                    | Rouge               |
| Clematis patens 'Yatsuhashi'                         | Japon                                        | 1995                             | Tetsuya Hirota                      | Rose                |
| Clematis patens 'Yayoi'                              | Japon                                        |                                  |                                     | Bleu                |
| Clematis patens 'Yookoo'                             | Japon                                        |                                  | Hiroshi Hayakawa                    | Rose                |
| Clematis patens 'Yoosee'                             | Japon                                        | 1990                             | Masako Takeuchi                     | Blanc               |
| Clematis patens 'Yorkshire Pride'                    | Royaume-Uni                                  | 1988                             | Frank Watkinson                     | Bleu                |
| Clematis patens 'Yoshii'                             | Japon                                        | 1994                             | Yoshiaki Aihara                     | Violet              |
| Clematis patens 'Yours Truly'                        | Royaume-Uni                                  | 1998                             | R. James                            | Bleu                |
| Clematis patens 'Yukiomachi'                         | Japon                                        |                                  |                                     |                     |
| Clematis patens 'Yukiokoshi'                         | Japon                                        | 1957                             |                                     | Blanc               |
| Clematis patens 'Yuki-no-yoso'oi'                    | Japon                                        | 1989                             | Hiroshi Hayakawa                    | Vert                |
| Clematis patens 'Yumedono'                           | Japon                                        |                                  | Seejuuroo Arai                      | Rouge               |
| Clematis patens 'Yumesaki'                           | Japon                                        |                                  | Chikayoshi Kitayama                 | Rouge               |
| Clematis patens 'Yuuzumi'                            | Japon                                        | 1995                             | Masako Takeuchi                     | Bleu                |
| Clematis patens 'Yvette Houry'                       | France                                       | 1900                             | Houry-Rigault                       | Bleu                |
| Clematis patens 'Zakat'                              | Ukraine                                      |                                  | Mikhail Ivanovich Orlov             | Rouge               |
| Clematis patens 'Zanoni'                             | Royaume-Uni                                  | 1873                             | Charles Noble                       | Bleu                |
| Clematis patens 'Zaoo'                               | Japon                                        | 1957                             | Tasuku Kaneko                       | Blanc               |
| Clematis patens 'Zauberstern'                        | Allemagne                                    | 1920                             | Max Josef Goos & August Koenemann   | Rose                |
| Clematis patens 'Zenjimaru'                          | Japon                                        |                                  | Kazushige Ozawa                     | Rose                |
| Clematis patens 'Zoang' (Angela)                     | Pays-Bas                                     | 2000                             | Wim Snoeijer                        | Rose                |
| Clematis patens 'Zobast' (Baby Star)                 | Pays-Bas                                     | 2004                             | Jan van Zoest                       | Blanc               |
| Clematis patens 'Zobadol' (Baby Doll)                | Pays-Bas                                     | 2004                             | Jan van Zoest                       | Bleu                |
| Clematis patens 'Zodaki' (Dancing King)              | Pays-Bas                                     | 2000                             | Wim Snoeijer                        | Blanc               |
| Clematis patens 'Zodado' (Dancing Dorien)            | Pays-Bas                                     | 2000                             | Wim Snoeijer                        | Blanc               |
| Clematis patens 'Zodaque' (Dancing Queen)            | Pays-Bas                                     | 1999                             | Wim Snoeijer                        | Rose                |
| Clematis patens 'Zodasmi' (Dancing Smile)            | Allemagne                                    | 2004                             | Willem Straver                      | Blanc               |
| Clematis patens 'Zoexci' (Exciting)                  | Pays-Bas                                     | 2004                             | Jan van Zoest                       | Violet              |
| Clematis patens 'Zoia Kosmodemianskaia'              | Ukraine                                      | 1971                             | Mikhail Ivanovich Orlov             | Violet              |
| Clematis patens 'Zolotoi lubilei                     | Ukraine                                      | 1968                             | Margarita Alekseevna Beskaravainaja | Rouge               |
| Clematis patens 'Zoluskhka'                          | Ukraine                                      | 1969                             | Mikhail Ivanovich Orlov             | Violet              |
| Clematis patens 'Zotemp' (Temptation)                | Allemagne                                    | 2008                             | Willem Straver                      | Rouge               |
| Clematis patens 'Zostiwa' (Still Waters)             | Pays-Bas                                     | 1999                             | Wim Snoeijer                        | Bleu                |
| Clematis patens 'Zosumbre' (Summerdream)             | Pays-Bas                                     | 1999                             | Wim Snoeijer                        | Rose                |
| Clematis patens 'Zoklado' (Morning Star)             | Pays-Bas                                     | 1999                             | Wim Snoeijer                        | Violet              |
| Clematis patens 'Zomoa' (Mon Amour)                  | Pays-Bas                                     | 2004                             | Jan van Zoest                       | Violet              |
| Clematis patens 'Zvedzda Vavilova'                   | Russie                                       | 1993                             | V. Reinwald                         | Violet              |

## Statut de conservation
Cette clématite est en danger d'extinction à l'état naturel au Japon et figure sur la Liste rouge de l'UICN du Japon, dans la catégorie NT (Espèce quasi menacée).

## Toxicité
Les clématite patens ont un feuillage légèrement toxique et parfois irritant.